# Liste der Tomatensorten/P
Erläuterungen und Quellen: Siehe Hauptartikel!
| Tomatensorte                                                                                           | Bild | Beschreibung | Quellen                               |
| --- | ---- | --- | ------------------------------------- |
| P 1072                                                                                                 |      | | j                                     |
| P 1407                                                                                                 |      | | j                                     |
| P 155                                                                                                  |      | | j                                     |
| P 19                                                                                                   |      | Züchter: Seminis Vegetable Seeds, Inc. | j, o                                  |
| P 20 Blue                                                                                              |      | | c, d                                  |
| P 20 X Beauty King                                                                                     |      | | e, f                                  |
| P 20 X Red Currant                                                                                     |      | | e                                     |
| P 2031                                                                                                 |      | Züchter: Oregon State University | j, o                                  |
| P 747 E. H. Q.                                                                                         |      | | j                                     |
| P 748 E. H. Q.                                                                                         |      | | j                                     |
| P.L.M.                                                                                                 |      | | g, h                                  |
| Pablito                                                                                                |      | | j                                     |
| Pablo                                                                                                  |      | Züchter: Sakata Seed Sudamerica Ltda (Br) | j, o                                  |
| Pablona                                                                                                |      | Züchter: Seedcross Inc. | j                                     |
| Pacara                                                                                                 |      | | c, d                                  |
| Paccara                                                                                                |      | | f                                     |
| Pacesetter 490                                                                                         |      | | j, o                                  |
| Pacesetter 502                                                                                         |      | | j, o                                  |
| Pacesetter 882                                                                                         |      | | j, o                                  |
| Pacheco                                                                                                |      | | j                                     |
| Pachino                                                                                                |      | Züchter: Piana Salvatore | j, m                                  |
| Pacifica                                                                                               |      | Züchter: Clause - Tezier (Fr) | j                                     |
| Pacino                                                                                                 |      | | c                                     |
| Packhouse                                                                                              |      | | c, d                                  |
| Packman                                                                                                |      | | j, o                                  |
| Pacolini                                                                                               |      | | j                                     |
| Pad Of Bear                                                                                            |      | | c                                     |
| Padano                                                                                                 |      | | c, j                                  |
| Padishah                                                                                               |      | Züchter: Kudryashov Andrej Vasilievich | j                                     |
| Padma 28                                                                                               |      | | n                                     |
| Padrino                                                                                                |      | Züchter: Geneplanta | j                                     |
| Padron                                                                                                 |      | | j                                     |
| Paduck                                                                                                 |      | Züchter: Nirit Seeds Ltd | j                                     |
| Padureanca                                                                                             |      | | j                                     |
| Paez                                                                                                   |      | Züchter: Nezzalez, S.L. | j, o                                  |
| Page German                                                                                            |      | | c, d                                  |
| Page German Red                                                                                        |      | | e, g, h                               |
| Pagham Cross                                                                                           |      | | j, o                                  |
| Pagoda                                                                                                 |      | Züchter: Sysina Elena Artemievna, Borisov Aleksandr Vladimirovich, Krylov Oleg Nikolaevich, Skachko Vladislav Aleksandrovich, Bartajya Vera Vladimirovna | j                                     |
| Pahomych                                                                                               |      | Züchter: Tarasov Yurij Dmitrievich | j                                     |
| Paime                                                                                                  |      | Züchter: Ramiro Arnedo, S.A. | j, o                                  |
| Painted Pink                                                                                           |      | | c, d, e                               |
| Painted Ukrainian                                                                                      |      | | c, d, k                               |
| Paipai                                                                                                 |      | Züchter: Enza Zaden Beheer B.V. | j                                     |
| Paisano                                                                                                |      | | j                                     |
| Pakela                                                                                                 |      | Züchter: Clause Semences Sa (Fr) | j                                     |
| Paki                                                                                                   |      | | j                                     |
| Pakmark                                                                                                |      | | j, o                                  |
| Pakmor                                                                                                 |      | | j                                     |
| Pako Orange                                                                                            |      | Züchter: Z. Achkova, M. Chalakova, D. Baralieva, A. Atanasov, P. Stoeva | j                                     |
| Pakyta                                                                                                 |      | Züchter: Syngenta Crop Protection Ag | j, o                                  |
| Palace                                                                                                 |      | | j                                     |
| Paladin                                                                                                |      | Züchter: Motov Viktor Mihajlovich, Vlasova E'Leonora Alekseevna, Zorina Svetlana Viktorovna | j                                     |
| Paladino                                                                                               |      | Züchter: Vilmorin Sa (Fr) | j                                     |
| Paladium                                                                                               |      | Züchter: Semillas Fitó S.A. | j, o                                  |
| Palamos                                                                                                |      | Züchter: Semillas Fito, S.A. | j, o                                  |
| Palast                                                                                                 |      | | c                                     |
| Palava                                                                                                 |      | | j                                     |
| Palchiki Mal'Viny                                                                                      |      | Züchter: Nastenko Nataliya Viktorovna, Kachajnik Vladimir Georgievich, Gul'Kin Mihail Nikolaevich | j                                     |
| Palchiki Oblizhesh                                                                                     |      | Züchter: Nastenko Nataliya Viktorovna, Kachajnik Vladimir Georgievich, Gul'Kin Mihail Nikolaevich, Karmanova Olga Alekseevna | j                                     |
| Pale Perfect Purple                                                                                    |      | | c, d                                  |
| Pale Yellow Egg                                                                                        |      | | c, d                                  |
| Palenka                                                                                                |      | Züchter: Alekseev Yurij Borisovich, Alekseev Yaroslav Yurievich | j                                     |
| Palenque                                                                                               |      | | j                                     |
| Palermo                                                                                                |      | Züchter: Gavrish Sergej Fedorovich, Morev Viktor Vasilievich, Amcheslavskaya Elena Valentinovna, Degovtsova Tatiyana Vladimirovna, Volok Olga Anatolievna | j                                     |
| Palestinian                                                                                            |      | | c, d                                  |
| Palhazai Tf.                                                                                           |      | | g, h                                  |
| Palikovy                                                                                               |      | | c, n                                  |
| Palino                                                                                                 |      | | j                                     |
| Palinuro                                                                                               |      | | j                                     |
| Palla Di Fuoco                                                                                         |      | | c, d, j                               |
| Palladio                                                                                               |      | Züchter: Graines Gautier Sa (Fr) | j                                     |
| Palladium                                                                                              |      | Züchter: Isi Sementi Spa | j                                     |
| Pallanza                                                                                               |      | | j                                     |
| Pallas                                                                                                 |      | | j                                     |
| Pallescens                                                                                             |      | | g, h                                  |
| Pallida                                                                                                |      | | g, h                                  |
| Pallini                                                                                                |      | Züchter: Blumen Group S.P.A | j                                     |
| Palma                                                                                                  |      | Züchter: Semillero Andaluz, S.A. | j                                     |
| Palmares                                                                                               |      | | j                                     |
| Palmira                                                                                                |      | Züchter: Amcheslavskaya Elena Valentinovna, Gavrish Vladimir Fedorovich, Kapustina Raisa Nikolaevna, Gladkov Dmitrij Sergeevich, Nesterovich Arkadij Nikolaevich, Volkov Aleksandr Aleksandrovich, Semenova Anna Nikolaevna, Artemieva Galina Mihajlovna, Filimonova Yuliya Alekseevna | j                                     |
| Palmira's Northern Italian Beefsteak                                                                   |      | | d                                     |
| Palmira's Northern Italian Heart                                                                       |      | | c                                     |
| Palmiro                                                                                                |      | | j                                     |
| Palmo                                                                                                  |      | | j                                     |
| Palmwoods                                                                                              |      | | c, d                                  |
| Palo Alto                                                                                              |      | | c, d                                  |
| Palo Verde                                                                                             |      | | j                                     |
| Paloma                                                                                                 |      | | j                                     |
| Palomo                                                                                                 |      | | j                                     |
| Pam |      | | j                                     |
| Pambo                                                                                                  |      | Züchter: Vikima Seed A.S. | j                                     |
| Pamboli                                                                                                |      | | e, n                                  |
| Pamela                                                                                                 |      | | j                                     |
| Pamella                                                                                                |      | Züchter: Nastenko Nataliya Viktorovna, Kachajnik Vladimir Georgievich, Kandoba Aleksej Viktorovich | j                                     |
| Pamfilya                                                                                               |      | | j, o                                  |
| Pamfilya-N (oder: At-57)                                                                               |      | | j                                     |
| Pamir                                                                                                  |      | Züchter: Dr. Josef Franz Seitzer in Fa. Kws Saat Ag | j                                     |
| Pamira                                                                                                 |      | | j                                     |
| Pamjati Kornejeva                                                                                      |      | | c                                     |
| Pamos                                                                                                  |      | Züchter: Peotec Seeds Srl | j                                     |
| Pampas                                                                                                 |      | | j                                     |
| Pampelmouse Du Grand Père                                                                              |      | | f                                     |
| Pampelmuse                                                                                             |      | | c, d                                  |
| Pampero                                                                                                |      | | j                                     |
| Pamplemousse Du Grand Père                                                                             |      | | c, d                                  |
| Pampushka                                                                                              |      | Züchter: Panchev Yurij Ivanovich, Panchev Yurij Yurievich, Tarasov Yurij Dmitrievich | j                                     |
| Pamyati Korneeva                                                                                       |      | | d                                     |
| Pamyati Marisa                                                                                         |      | Züchter: Ignatova Svetlana Ilyinichna, Gorshkova Nina Sergeevna, Tereshonkova Tatiyana Arkadievna | j                                     |
| Pamyatnyj                                                                                              |      | Züchter: Egiyan Madlena Egishevna, Goryajnova Olga Dmitrievna | j                                     |
| Pan America                                                                                            |      | | c, d, g, h                            |
| Panarea                                                                                                |      | | j                                     |
| Panase                                                                                                 |      | | j, o                                  |
| Panase Cf                                                                                              |      | | j                                     |
| Panchito                                                                                               |      | | j                                     |
| Pancho                                                                                                 |      | Züchter: Olter Srl | j                                     |
| Pancor                                                                                                 |      | | j                                     |
| Panda                                                                                                  |      | Züchter: Instytut Warzywnictwa Im. Emila Chroboczka \Przedsiebiorstwo Nasiennictwa Ogrodniczego I Szkolkarstwa Spolka Akcyjna W Upadlosci Likwidacyjnej \Polska Hodowla I Nasiennictwo Roslin Ogrodniczych Iwarz-Pnos Sp. Z O.O.                                                       | j                                     |
| Pandarosa                                                                                              |      | | j, o                                  |
| Pandero                                                                                                |      | | j                                     |
| Pando                                                                                                  |      | | j                                     |
| Pandora                                                                                                |      | Züchter: Enza Zaden Beheer B.V. | j                                     |
| Pandorino                                                                                              |      | Oliven-Tomate, Züchter: Sativa Seeds & Services S.R.L. | j                                     |
| Panekra                                                                                                |      | Züchter: Bontems Silvian | j, o                                  |
| Pangolin                                                                                               |      | Züchter: Bhn Seed/Research | j, o                                  |
| Pannovy                                                                                                |      | | c, j                                  |
| Panocchia                                                                                              |      | | j                                     |
| Panofy                                                                                                 |      | | c                                     |
| Panora                                                                                                 |      | | j                                     |
| Panorama                                                                                               |      | | j                                     |
| Panormus                                                                                               |      | Züchter: Semillas Fito, S.A. | j, o                                  |
| Panstore                                                                                               |      | | j                                     |
| Pansy Ap                                                                                               |      | | c, d                                  |
| Pantano                                                                                                |      | | c, d, j                               |
| Pantano Romanesco                                                                                      |      | | c, d, f, j, k                         |
| Panteleevich                                                                                           |      | Züchter: Bekov Rustam Hizrievich, Gish Ruslan Ajdamirovich, Kostenko Aleksandr Nikolaevich, Fil' Sergej Viktorovich | j                                     |
| Pantera                                                                                                |      | | j, o                                  |
| Pantheon                                                                                               |      | Züchter: E.N.E.A. & Convase | j                                     |
| Panther                                                                                                |      | | j                                     |
| Pantikapej                                                                                             |      | Züchter: Gavrish Sergej Fedorovich, Kapustina Raisa Nikolaevna, Gladkov Dmitrij Sergeevich, Volkov Aleksandr Aleksandrovich, Semenova Anna Nikolaevna, Artemieva Galina Mihajlovna, Filimonova Yuliya Alekseevna, Redichkina Tatiyana Aleksandrovna                                    | j                                     |
| Pantomime                                                                                              |      | | j                                     |
| Pantos                                                                                                 |      | Züchter: Monsanto Holland B.V. | j, o                                  |
| Paola                                                                                                  |      | Züchter: Hm.Clause | c, d, j                               |
| Paolo                                                                                                  |      | | j                                     |
| Papa Augustin                                                                                          |      | | c                                     |
| Papales                                                                                                |      | Züchter: Syngenta Crop Protection Ag | j, o                                  |
| Papeletto                                                                                              |      | Züchter: Rijk Zwaan Zaadteelt En Zaadhandel B.V. | j, o                                  |
| Papen'Kina Dochka                                                                                      |      | Züchter: Lukiyanenko Anatolij Nikitovich, Dubinin Sergej Vladimirovich, Dubinina Irina Nikolaevna | j                                     |
| Papete                                                                                                 |      | | j                                     |
| Papovitch                                                                                              |      | | c                                     |
| Paprika Shaped                                                                                         |      | | g, h                                  |
| Paprikacherry                                                                                          |      | | f                                     |
| Paprikaförmige                                                                                         |      | | c, n                                  |
| Paprikaförmige Aus Italien                                                                             |      | | c                                     |
| Paprikaförmige Dreschflegel                                                                            |      | | n                                     |
| Paprikaförmige Fülltomate                                                                              |      | | n                                     |
| Paprikatomate                                                                                          |      | | c, n                                  |
| Paprikové                                                                                              |      | | g, h                                  |
| Paquebot Roma                                                                                          |      | | c, d                                  |
| Paquito                                                                                                |      | | j                                     |
| Par 66 15                                                                                              |      | Züchter: Cuartero-Costa-Nuez | j, o                                  |
| Parabel                                                                                                |      | | j                                     |
| Parade                                                                                                 |      | Züchter: Graines Gautier Sa (Fr) | j                                     |
| Paradicsom Slager                                                                                      |      | | c, d                                  |
| Paradies                                                                                               |      | | c                                     |
| Paradiesapfel                                                                                          |      | | n                                     |
| Paradigma                                                                                              |      | Züchter: Degreef Paul | j, o                                  |
| Paradise                                                                                               |      | | j                                     |
| Paradiso                                                                                               |      | | j                                     |
| Paradiz                                                                                                |      | Züchter: Sysina Elena Artemievna, Borisov Aleksandr Vladimirovich, Krylov Oleg Nikolaevich, Skachko Vladislav Aleksandrovich, Bartajya Vera Vladimirovna | j                                     |
| Parador                                                                                                |      | | j                                     |
| Paragon                                                                                                |      | | c, d, e, n                            |
| Paragon Livingston                                                                                     |      | | k                                     |
| Paragon Yellow                                                                                         |      | | c, d                                  |
| Parana                                                                                                 |      | Züchter: Royal Sluis | j                                     |
| Parasol                                                                                                |      | | j                                     |
| Páratlan                                                                                               |      | | g, h                                  |
| Parca (oder: Sufflaminata / 2)                                                                         |      | | g, h                                  |
| Parche                                                                                                 |      | Züchter: Sasaki Seiko, Shibuya Akira, Takahashi Muneaki, Fukashiro Yoshifumi | j, o                                  |
| Pareso                                                                                                 |      | Züchter: Rijk Zwaan Zaadteelt En Zaadhandel B.V. | j, o                                  |
| Parica                                                                                                 |      | | j                                     |
| Paride                                                                                                 |      | Züchter: Hort Seed Mediterrani S.L. | j                                     |
| Parioli                                                                                                |      | Züchter: Isi Sementi Spa | j                                     |
| Paris                                                                                                  |      | | j                                     |
| Pariset                                                                                                |      | | j                                     |
| Paritet                                                                                                |      | Züchter: Mozsar Jozsef | j                                     |
| Parker                                                                                                 |      | | j, o                                  |
| Parker Hatlee                                                                                          |      | | c, d                                  |
| Parma                                                                                                  |      | | j                                     |
| Parma Große Rote Gerippte                                                                              |      | | c, g, h                               |
| Parmamech                                                                                              |      | | j                                     |
| Parmas                                                                                                 |      | Züchter: Dutch American Plantbreeders Corp. | j                                     |
| Parnas                                                                                                 |      | Züchter: Rnpdup Institut Ovoshchevodstva, Belarus | j                                     |
| Parodist                                                                                               |      | Züchter: Gavrish Sergej Fedorovich, Morev Viktor Vasilievich, Amcheslavskaya Elena Valentinovna, Degovtsova Tatiyana Vladimirovna, Volok Olga Anatolievna | j, o                                  |
| Paronset                                                                                               |      | Züchter: Syngenta Seeds, Nl | j, o                                  |
| Paronsin                                                                                               |      | | j                                     |
| Paros                                                                                                  |      | | j                                     |
| Parris                                                                                                 |      | Züchter: Hristo Atanasov Georgiev, Chavdar Hristov Georgiev | j, o                                  |
| Parro                                                                                                  |      | | j                                     |
| Pars                                                                                                   |      | | j                                     |
| Parsifal                                                                                               |      | Züchter: Vilmorin Sa (Fr) | j                                     |
| Parsons                                                                                                |      | | c, d                                  |
| Partenio                                                                                               |      | Züchter: Cirio Ricerche S.C.P.A. | j                                     |
| Parteno                                                                                                |      | | g, h, j                               |
| Partiaria                                                                                              |      | | g, h                                  |
| Partner                                                                                                |      | Züchter: Zeta Seeds S.L. | j                                     |
| Partner Semko                                                                                          |      | Züchter: Alekseev Yurij Borisovich | j                                     |
| Parto                                                                                                  |      | | j, o                                  |
| Partova                                                                                                |      | Züchter: Klaas Adriaan Van Slot | j                                     |
| Party                                                                                                  |      | | j                                     |
| Paruch                                                                                                 |      | | j                                     |
| Parus                                                                                                  |      | Züchter: Panchev Yurij Ivanovich | j                                     |
| Parva                                                                                                  |      | | g, h                                  |
| Parvati                                                                                                |      | | j                                     |
| Parvibaccatum                                                                                          |      | | n                                     |
| Parviflora                                                                                             |      | | g, h                                  |
| Parvistata                                                                                             |      | | g, h                                  |
| Pasadena                                                                                               |      | Züchter: Ramiro Arnedo, S.A. | j, o                                  |
| Pascal                                                                                                 |      | | j                                     |
| Pascaline                                                                                              |      | | j, o                                  |
| Pashino                                                                                                |      | | c                                     |
| Pasific                                                                                                |      | | j                                     |
| Pasionata                                                                                              |      | Züchter: Clause (Fr) | j, o                                  |
| Paskalin                                                                                               |      | Züchter: Syngenta Seeds B.V., Westeinde 62 1600 Aa Enkhuizen, Netherlands | j, o                                  |
| Paso                                                                                                   |      | Züchter: Tezier Sa (Fr) | j                                     |
| Passat                                                                                                 |      | | j                                     |
| Passion                                                                                                |      | Züchter: Yissum Research Developm. | j, o                                  |
| Passionato                                                                                             |      | | d                                     |
| Passolut                                                                                               |      | Züchter: Syngenta Participations Ag | j                                     |
| Paste                                                                                                  |      | | j                                     |
| Pastel Orange Heart                                                                                    |      | | c, d                                  |
| Pasture                                                                                                |      | | c, d                                  |
| Pata Negra                                                                                             |      | | c, d                                  |
| Pata Roja                                                                                              |      | | j, o                                  |
| Patatarello                                                                                            |      | | j, o                                  |
| Paterson                                                                                               |      | | j                                     |
| Patio                                                                                                  |      | Züchter: Peotec Seeds Srl | c, d, j                               |
| Patio F1                                                                                               |      | | d                                     |
| Patio Hybrid                                                                                           |      | Reifezeit: 60 Tage. | i (31. August 2016)                   |
| Patio King                                                                                             |      | | c, d                                  |
| Patio Plum                                                                                             |      | | j                                     |
| Patio Prize                                                                                            |      | | e                                     |
| Patria                                                                                                 |      | | j                                     |
| Patriarca                                                                                              |      | Züchter: Syngenta Crop Protection Ag | j, o                                  |
| Patricia (oder: T 9237)                                                                                |      | Züchter: Intersemillas | j                                     |
| Patricius                                                                                              |      | | j                                     |
| Patrik                                                                                                 |      | | c, g, h                               |
| Patrikeevna                                                                                            |      | Züchter: Fotev Yurij Valentinovich, Kotel'Nikova Marina Aleksandrovna, Kondakov Sergej Nikolaevich | j                                     |
| Patriot                                                                                                |      | Züchter: Panchev Yurij Ivanovich | g, h, j                               |
| Patriot Kruglyj                                                                                        |      | | g, h                                  |
| Patris                                                                                                 |      | Züchter: Mamedov Mubariz Isa Ogly, Balashova Nataliya Nikolaevna, Skvortsova Rufina Vasilievna, Kondratieva Irina Yurievna, Gurkina Lyubov' Kirillovna | j                                     |
| Patrizio                                                                                               |      | Züchter: Bulleri Marisa | j                                     |
| Patrokl                                                                                                |      | Züchter: Hihluha Elena Aleksandrovna, Zazherilo Kseniya Olegovna, Yugaj Viktoriya Magilanovna | j                                     |
| Patrol                                                                                                 |      | Züchter: Intersemillas | j                                     |
| Patron                                                                                                 |      | Züchter: Gavrish Sergej Fedorovich, Amcheslavskaya Elena Valentinovna, Kapustina Raisa Nikolaevna, Gladkov Dmitrij Sergeevich, Nesterovich Arkadij Nikolaevich, Volkov Aleksandr Aleksandrovich, Semenova Anna Nikolaevna, Artemieva Galina Mihajlovna, Filimonova Yuliya Alekseevna   | j                                     |
| Patrona                                                                                                |      | Züchter: De Ruiter Seeds | j, o                                  |
| Patronax                                                                                               |      | Züchter: Axia Vegetable Seeds B.V. | j                                     |
| Patronax1                                                                                              |      | Züchter: Axia Vegetable Seeds B.V. | j, o                                  |
| Patti's Italian Paste                                                                                  |      | | k                                     |
| Patty                                                                                                  |      | Züchter: Dr. Josef Franz Seitzer in Fa. Kws Saat AG | j                                     |
| Patty's Surprise                                                                                       |      | | c, d                                  |
| Pauciflora                                                                                             |      | | g, h                                  |
| Paucipinnata                                                                                           |      | | g, h                                  |
| Paucisurcata                                                                                           |      | | g, h                                  |
| Paudex                                                                                                 |      | | c, d, f                               |
| Paul                                                                                                   |      | | j                                     |
| Paul Bunyan                                                                                            |      | | c                                     |
| Paul Robson (oder: Pol Robson)                                                                         |      | | c, d, e, g, h, j, k, n, o             |
| Paul Robson Fleischtomate                                                                              |      | | f                                     |
| Paul Robson Stabtomate                                                                                 |      | | f                                     |
| Paulanca                                                                                               |      | Züchter: Rijk Zwaan Zaadteelt En Zaadhandel B.V. | j, o                                  |
| Paulas Süße                                                                                            |      | | n                                     |
| Paulette                                                                                               |      | | j, o                                  |
| Paulina Bg                                                                                             |      | Züchter: Zhivko Danailov | j                                     |
| Pauline                                                                                                |      | Züchter: Syngenta Seeds Bv (Nl) | j                                     |
| Pauper                                                                                                 |      | | g, h                                  |
| Paupercula                                                                                             |      | | g, h                                  |
| Pautaliya                                                                                              |      | Züchter: Velichka Rodeva, Yordanka Stancheva | j                                     |
| Pavia                                                                                                  |      | Züchter: Asgrow Seed Company (Us) | j, o                                  |
| Pavlina                                                                                                |      | | o                                     |
| Pavlìna                                                                                                |      | | c, d, j                               |
| Pavlinka                                                                                               |      | Züchter: Ignatova Svetlana Ilyinichna, Gorshkova Nina Sergeevna, Tereshonkova Tatiyana Arkadievna | j                                     |
| Paw |      | Züchter: Plantico Hodowla I Nasiennictwo Ogrodnicze Golebiew Sp. Z O.O. | g, h, j                               |
| Paw Paw                                                                                                |      | | d, f                                  |
| Pawnee                                                                                                 |      | | j                                     |
| Paxi                                                                                                   |      | Züchter: Hao-Demeter Vine, Fruit Trees And Vegetable Research Institute | j                                     |
| Payette                                                                                                |      | | c, d                                  |
| Payfactor                                                                                              |      | | j, o                                  |
| Paysa                                                                                                  |      | | j                                     |
| Pazac                                                                                                  |      | Züchter: Vilmorin Sa (Fr) | j                                     |
| Pazbitoe Serdtse (oder: Pazbitoje Serdse)                                                              |      | | c, d                                  |
| Pb 2011G                                                                                               |      | Züchter: Zhivko Danailov | j                                     |
| Pdt 420090                                                                                             |      | Züchter: Greenroad B.V.Trademark Prudac | j                                     |
| Peacevine                                                                                              |      | | d                                     |
| Peacevine Cherry                                                                                       |      | | b, c, e, g, h, k                      |
| Peach Blow Sutton                                                                                      |      | | c, d, e, g, h                         |
| Peach Shaped                                                                                           |      | | g, h                                  |
| Peaches And Cream                                                                                      |      | | c, d                                  |
| Peak                                                                                                   |      | | j                                     |
| Peak Of Perfection                                                                                     |      | | c, d, e, g, h                         |
| Pear Drops F1                                                                                          |      | | c, d                                  |
| Peardrop                                                                                               |      | | c, d                                  |
| Peardrops                                                                                              |      | Züchter: Namdhari Seeds Pvt Ltd | j, o                                  |
| Pearl                                                                                                  |      | | c                                     |
| Pearl Harbour                                                                                          |      | | c, d, g, h                            |
| Pearl Tree                                                                                             |      | Züchter: Maki Kenichiro, Yamaguchi Shuichi, Sayama Haruki, Ishimura Eiji | j, o                                  |
| Pearl's Yellow Pink                                                                                    |      | | c, d, e, g, h, m                      |
| Pearls Of Wisdom                                                                                       |      | | c, d                                  |
| Pearly                                                                                                 |      | Züchter: Dutch American Plantbreeders Corp. | j                                     |
| Pearly Pink                                                                                            |      | | c, d                                  |
| Pearly Pink Orange                                                                                     |      | | c, d                                  |
| Pearson                                                                                                |      | | c, d, j                               |
| Pearson A 1 Improved                                                                                   |      | | j                                     |
| Pearson B                                                                                              |      | | g, h                                  |
| Pearson Improved                                                                                       |      | | c, d, f, g, h                         |
| Pearson Improved Vr                                                                                    |      | | j                                     |
| Pearsonet                                                                                              |      | | j                                     |
| Peartsevidneie                                                                                         |      | | c, d                                  |
| Peasant                                                                                                |      | | c, d                                  |
| Pecadora                                                                                               |      | Züchter: Zeraim Gedera Ltd. | j, o                                  |
| Pecal Af                                                                                               |      | Züchter: Peotec Seeds Srl | j                                     |
| Pecerskij                                                                                              |      | | g, h                                  |
| Pêche                                                                                                  |      | Züchter: Domaine Public (Fr) | c, d, g, h, j                         |
| Pêche Blanche                                                                                          |      | | n                                     |
| Pêche Jaune                                                                                            |      | Züchter: Domaine Public (Fr) | d, j, k                               |
| Pêche Rose                                                                                             |      | | e                                     |
| Pecherskie 278                                                                                         |      | | c, d                                  |
| Pécs Gyöngye                                                                                           |      | | g, h                                  |
| Pederson's Beefsteak                                                                                   |      | | c, d                                  |
| Pedro                                                                                                  |      | Züchter: Aleksashova Marina Vitalievna, Jan Oliva, Lubos Srbek | c, d, j                               |
| Peelandia                                                                                              |      | | j                                     |
| Peelette                                                                                               |      | | j                                     |
| Peelmech                                                                                               |      | Züchter: Ferry Morse | j, o                                  |
| Peelo                                                                                                  |      | | c, j                                  |
| Peg's Round Orange                                                                                     |      | | c, d, k                               |
| Pegas                                                                                                  |      | Züchter: Maksimov Sergej Vasilievich, Klimenko Nikolaj Nikolaevich, Sergeev Vladimir Valerievich, Harchenko Nadezhda Ivanovna | j                                     |
| Pegase                                                                                                 |      | | j, o                                  |
| Pegaso                                                                                                 |      | | j                                     |
| Pegasus                                                                                                |      | | j, o                                  |
| Pegasus At 03                                                                                          |      | | j                                     |
| Peiping Chieh                                                                                          |      | | c, d                                  |
| Pejntbol                                                                                               |      | Züchter: Gavrish Sergej Fedorovich, Morev Viktor Vasilievich, Aleksandrov Mihail Aleksandrovich | j                                     |
| Pekbal                                                                                                 |      | | j                                     |
| Peking                                                                                                 |      | | c, d                                  |
| Pekinskij No. 10                                                                                       |      | | g, h                                  |
| Pelageya                                                                                               |      | Züchter: Gavrish Sergej Fedorovich, Kapustina Raisa Nikolaevna, Gladkov Dmitrij Sergeevich, Volkov Aleksandr Aleksandrovich, Semenova Anna Nikolaevna, Artemieva Galina Mihajlovna, Filimonova Yuliya Alekseevna, Redichkina Tatiyana Aleksandrovna                                    | j                                     |
| Pelati                                                                                                 |      | | e, g, h                               |
| Pelatino                                                                                               |      | | j                                     |
| Pelato                                                                                                 |      | | j                                     |
| Pelato D'Angri                                                                                         |      | Züchter: Cirio Ricerche S.C.P.A. | j                                     |
| Pelayo                                                                                                 |      | Züchter: Semillas Fito, S.A. | j, o                                  |
| Pelée                                                                                                  |      | | j                                     |
| Pelican Cherry                                                                                         |      | | c, d                                  |
| Pelikan                                                                                                |      | Züchter: Instytut Ogrodnictwa | j                                     |
| Pelin                                                                                                  |      | Züchter: Panchev Yurij Ivanovich, Panchev Yurij Yurievich | j                                     |
| Pelle Rossa                                                                                            |      | | j                                     |
| Peloro                                                                                                 |      | | j                                     |
| Pelseo                                                                                                 |      | | j                                     |
| Peltro                                                                                                 |      | | j                                     |
| Pelztomate                                                                                             |      | | n                                     |
| Pembe Pala                                                                                             |      | | j                                     |
| Pembeef                                                                                                |      | | j                                     |
| Pembeköy                                                                                               |      | | j                                     |
| Pembepanter                                                                                            |      | | j                                     |
| Pembina                                                                                                |      | | g, h                                  |
| Pen Stripes                                                                                            |      | | c                                     |
| Pendens                                                                                                |      | | g, h                                  |
| Pendolino                                                                                              |      | Züchter: La Semiorto Sementi Srl | j                                     |
| Pendulina                                                                                              |      | Züchter: W Weibull | c, e, f, g, h, j, m, o                |
| Pendulina Orange                                                                                       |      | Züchter: W Weibull | d, j, o                               |
| Pendulina Red                                                                                          |      | | j                                     |
| Pendulina Yellow                                                                                       |      | Züchter: W Weibull | d, j, o                               |
| Penelope                                                                                               |      | | j                                     |
| Penetrabile                                                                                            |      | | g, h                                  |
| Penjar D'Anna                                                                                          |      | | j                                     |
| Penjar D'Anna                                                                                          |      | | o                                     |
| Penn Red                                                                                               |      | | c, d                                  |
| Penn State Earliana                                                                                    |      | | g, h                                  |
| Penn's State                                                                                           |      | | c, g, h                               |
| Penna                                                                                                  |      | | c, d                                  |
| Pennheart                                                                                              |      | | c, d                                  |
| Penny                                                                                                  |      | Züchter: Isi Sementi Spa | c, d, j                               |
| Pentina                                                                                                |      | | j                                     |
| Pentium                                                                                                |      | | j                                     |
| Pentomech                                                                                              |      | | g, h                                  |
| Pepe                                                                                                   |      | | j                                     |
| Pepe Jose                                                                                              |      | | d                                     |
| Peperex                                                                                                |      | Züchter: Syngenta Seeds B.V. | j                                     |
| Pépite                                                                                                 |      | Züchter: Vilmorin Sa (Fr) | j                                     |
| Pepolino                                                                                               |      | | j                                     |
| Peppedì                                                                                                |      | Züchter: Zeta Seeds S.L. | j                                     |
| Pepper Dukhova                                                                                         |      | | d                                     |
| Pepper Like Pendant                                                                                    |      | | g, h                                  |
| Peppermint                                                                                             |      | | c, d, k                               |
| Pera D'Abruzzo                                                                                         |      | | c, f, c, d                            |
| Pera Girona                                                                                            |      | Züchter: F.Casañas, J.Casals, L.Bosch | j                                     |
| Pera Umh 1203                                                                                          |      | Züchter: Juan Jose Ruiz Martinez Y Santiago Garcia Martinez | j                                     |
| Peracimo                                                                                               |      | Züchter: Hort Seed Mediterrani, S.L | j, o                                  |
| Peradur                                                                                                |      | Züchter: Yuksel Seeds Ltd. | j                                     |
| Perales De Paki                                                                                        |      | | c                                     |
| Perales Milan                                                                                          |      | | c                                     |
| Peralta                                                                                                |      | Züchter: Seminis Veget.Seeds Inc | j, o                                  |
| Peramoga 165                                                                                           |      | Züchter: Respublikanskoe Nauchno Proizvodstvennoe Dochernee, Unitarnoe Predpriiatie Institut Ovoshchevodstva, 220028, G.Minsk, Ul.Maiakovskogo, 127A, Belarus | j, o                                  |
| Perbruzzo                                                                                              |      | Züchter: Blumen Group S.P.A | j, o                                  |
| Percevidnyj                                                                                            |      | | g, h                                  |
| Perchik                                                                                                |      | Züchter: Ivanova Tatiyana Evgenievna, Vasiliev Yurij Vasilievich, Pushkareva Nataliya Vyacheslavovna, Zver'Kova Veronika Gennadievna | j                                     |
| Percy                                                                                                  |      | Züchter: House Of Inventions B.V. | j                                     |
| Perdigame                                                                                              |      | | g, h                                  |
| Perdrigeon                                                                                             |      | Züchter: Domaine Public (Fr) | g, h, j                               |
| Pere                                                                                                   |      | Züchter: Shlomi Elyakim (Il) | j                                     |
| Perebudova                                                                                             |      | | j                                     |
| Peremoga                                                                                               |      | | g, h                                  |
| Peremoga 165                                                                                           |      | | c, d, f, g, h, j                      |
| Peres                                                                                                  |      | Züchter: Tomatech R&D Israel L.T.D. | j, o                                  |
| Peresisto                                                                                              |      | | j, o                                  |
| Perestro                                                                                               |      | | j                                     |
| Perestroika                                                                                            |      | | c, d                                  |
| Peresvet                                                                                               |      | Züchter: Gavrish Sergej Fedorovich, Morev Viktor Vasilievich, Amcheslavskaya Elena Valentinovna, Degovtsova Tatiyana Vladimirovna, Volok Olga Anatolievna | j                                     |
| Peretti                                                                                                |      | | c                                     |
| Perfect                                                                                                |      | | j                                     |
| Perfect Peel F1                                                                                        |      | Züchter: Petoseed Company Inc. (Usa) | j                                     |
| Perfect Storm                                                                                          |      | | c, d                                  |
| Perfection                                                                                             |      | | g, h                                  |
| Perfecto                                                                                               |      | | j                                     |
| Perfectpeel                                                                                            |      | Züchter: Petoseed Co Inc (Us) | j, o                                  |
| Perfekta                                                                                               |      | | g, h                                  |
| Performance                                                                                            |      | | j                                     |
| Pergamon                                                                                               |      | | j                                     |
| Perge                                                                                                  |      | | j                                     |
| Pericherry                                                                                             |      | Züchter: Frankel, R. | j, o                                  |
| Pericle                                                                                                |      | | j                                     |
| Peridot                                                                                                |      | | j                                     |
| Perilla                                                                                                |      | | j                                     |
| Perino Rosso                                                                                           |      | | c                                     |
| Peripat                                                                                                |      | Züchter: Frankel, R. | j, o                                  |
| Perita Cuba                                                                                            |      | | f                                     |
| Perito Italian                                                                                         |      | | c, d, e                               |
| Perkoz                                                                                                 |      | Züchter: Instytut Ogrodnictwa | j                                     |
| Perla                                                                                                  |      | Züchter: Peotec Seeds Srl | j                                     |
| Perla Clujului                                                                                         |      | | j                                     |
| Perla Ogrudo                                                                                           |      | | f                                     |
| Perla Rosa                                                                                             |      | | j                                     |
| Perlanegra                                                                                             |      | Züchter: Hortofruticola Mendez, S.A. | j, o                                  |
| Perlat                                                                                                 |      | | g, h                                  |
| Perlati                                                                                                |      | | j                                     |
| Perlenschnur                                                                                           |      | | c                                     |
| Perlenschnur Gelb                                                                                      |      | | m                                     |
| Perlina                                                                                                |      | | c, g, h, j                            |
| Perlinio                                                                                               |      | Züchter: Gautier Semences Sas (Fr) | j                                     |
| Perlino                                                                                                |      | Züchter: Vilmorin Sa (Fr) | j                                     |
| Perlucida                                                                                              |      | | g, h                                  |
| Perlyta                                                                                                |      | Züchter: De Ruiter Seeds | j, o                                  |
| Pernau Flasche Orange                                                                                  |      | | n                                     |
| Pernau Orange                                                                                          |      | | n                                     |
| Pernilla                                                                                               |      | | j                                     |
| Pernod                                                                                                 |      | Züchter: Zeraim Gedera Ltd. Seed Company | j                                     |
| Pero Gigante                                                                                           |      | | c, d                                  |
| Perola                                                                                                 |      | | j                                     |
| Peron                                                                                                  |      | | c, d, e                               |
| Peron Sprayless                                                                                        |      | | d, k                                  |
| Peroro                                                                                                 |      | Züchter: Hm Clause Inc (Us) | j                                     |
| Perpetua                                                                                               |      | | j                                     |
| Perpetual Change                                                                                       |      | | c, d                                  |
| Perry's Pride                                                                                          |      | | c, d                                  |
| Perry's Selection                                                                                      |      | | c, d                                  |
| Persei                                                                                                 |      | | j, o                                  |
| Persej                                                                                                 |      | Züchter: Pridnestrovskij Niiskh, 3300, G.Tiraspol, Ul.Mira, 50, Moldova | j, o                                  |
| Persej 1                                                                                               |      | Züchter: Gavrish Sergej Fedorovich, Morev Viktor Vasilievich, Amcheslavskaya Elena Valentinovna, Volok Olga Anatolievna | j                                     |
| Persephone                                                                                             |      | | j                                     |
| Perseus                                                                                                |      | | j                                     |
| Perseval                                                                                               |      | Züchter: Western Seed España, S.A. | j                                     |
| Persey                                                                                                 |      | | c, d                                  |
| Persi                                                                                                  |      | Züchter: Tarasov Yurij Dmitrievich | j                                     |
| Persian Potato Leaf                                                                                    |      | | c, d                                  |
| Persianovskij                                                                                          |      | Züchter: Ognev Valerij Vladimirovich, Maksimov Sergej Vasilievich, Tereshonkova Tatiyana Arkadievna, Chernova Tatiyana Viktorovna | j                                     |
| Persica                                                                                                |      | Züchter: Graines Gautier Sa (Fr) | j                                     |
| Persik                                                                                                 |      | Züchter: Gavrish Sergej Fedorovich, Morev Viktor Vasilievich, Amcheslavskaya Elena Valentinovna, Volok Olga Anatolievna | c, d, j                               |
| Persimmon                                                                                              |      | | c, d, g, h, k, n                      |
| Persimmon Orange                                                                                       |      | Reifezeit: 80 Tage. | i (31. August 2016)                   |
| Persimom                                                                                               |      | Züchter: Takii Europe B.V. | j                                     |
| Perspicua                                                                                              |      | | g, h                                  |
| Perst                                                                                                  |      | Züchter: Mamedov Mubariz Isa Ogly, Luneva Mariya Zaharovna, Agapov Aleksandr Stepanovich, Kondratieva Irina Yurievna | j                                     |
| Perth Pride                                                                                            |      | | c, d, e                               |
| Pertiguero                                                                                             |      | Züchter: Syngenta Seeds B.V. | j, o                                  |
| Pertinento                                                                                             |      | | j                                     |
| Pertsevidnyi (oder: Pertsevidny. Pertsevidnyj. Pertsewidnji)                                           |      | Züchter: Vasilevskij Viktor Anatolievich, Korochkin Vladislav Leontievich, Dynnik Anatolij Vasilievich | c, d, j                               |
| Pertsevidnyi Polosatyi (oder: Pertsewidnji Polosatji. Pertsevidnij Polosati)                           |      | | c, d, f                               |
| Pertsevidnyj Gigant                                                                                    |      | Züchter: Shott Zoya Ivanovna, Gilev Mihail Aleksandrovich | j                                     |
| Pertsevidnyj Krasnyj                                                                                   |      | Züchter: Kachajnik Vladimir Georgievich, Gul'Kin Mihail Nikolaevich, Karmanova Olga Alekseevna, Matyunina Svetlana Vladimirovna | j                                     |
| Pertsevidnyj Krepysh                                                                                   |      | Züchter: Dederko Vladimir Nikolaevich, Postnikova Olga Valentinovna | j                                     |
| Pertsevidnyj Malinovyj                                                                                 |      | Züchter: Domanskaya Majya Konstantinovna, Gubko Valentina Nikolaevna, Salmina Irina Semenovna, Zhitnekovskaya Olga Alekseevna | j                                     |
| Pertsevidnyj Oranzhevyj                                                                                |      | Züchter: Gubko Valentina Nikolaevna, Kamanin Andrej Aleksandrovich | j                                     |
| Pertsevidnyj Zheltyj (oder: Pertsevidnyi Zheltyi)                                                      |      | Züchter: Myazina Lyubov' Anatolievna | d, j                                  |
| Peru                                                                                                   |      | Züchter: Isidro Almenar Cubells | c, d, g, h, j, o                      |
| Peruanische Beuteltomate                                                                               |      | | c                                     |
| Peruanische Faust                                                                                      |      | | c, n                                  |
| Peruanische Wildtomate (oder: Wildtomate Peru. Wild Peruvian)                                          |      | | c, d, n                               |
| Peruanischer Beutel                                                                                    |      | | d, n                                  |
| Peruanischer Beutel El Salvador                                                                        |      | | n                                     |
| Perun                                                                                                  |      | Züchter: Panchev Yurij Ivanovich | c, d, j                               |
| Peruvian Bush                                                                                          |      | | c, d                                  |
| Pervaya Lyubor                                                                                         |      | | m                                     |
| Pervaya Lyubov                                                                                         |      | | d, e                                  |
| Pervenec 190                                                                                           |      | | g, h                                  |
| Pervenez F1                                                                                            |      | | g, h                                  |
| Perveza                                                                                                |      | | c                                     |
| Perviridis                                                                                             |      | | g, h                                  |
| Pervoklashka                                                                                           |      | Züchter: Gavrish Sergej Fedorovich, Morev Viktor Vasilievich, Amcheslavskaya Elena Valentinovna, Degovtsova Tatiyana Vladimirovna, Volok Olga Anatolievna | j                                     |
| Perwaja Ljubow                                                                                         |      | | c                                     |
| Perzevidnij                                                                                            |      | | e, f                                  |
| Perzewidnij Sheltij                                                                                    |      | | c                                     |
| Pesca                                                                                                  |      | Züchter: Ergon International N.V. | j                                     |
| Pescador                                                                                               |      | Züchter: (Aro) Volcani Institute | j                                     |
| Pesta                                                                                                  |      | | c, d                                  |
| Pestryje                                                                                               |      | | g, h                                  |
| Pete Motza's Evergreen                                                                                 |      | | c, d                                  |
| Pete's Italian Whopper                                                                                 |      | | c, d                                  |
| Petek                                                                                                  |      | | j                                     |
| Peter Glazebrooks Special                                                                              |      | | c                                     |
| Petit Bec                                                                                              |      | | c, d                                  |
| Petit Chocolat                                                                                         |      | | c, d                                  |
| Petit Coeur De Boeuf                                                                                   |      | Züchter: Domaine Public (Fr) | f, j                                  |
| Petit Moineau                                                                                          |      | | d                                     |
| Petit Svit (oder: Petit Sweet)                                                                         |      | Züchter: De Ruiter Seeds B.V., Leeuwenhoekweg 52, P.O. Box 1050, 2660 Bb, Bergschenhoek The Netherlands | j, o                                  |
| Petita                                                                                                 |      | | j                                     |
| Petite Moineau                                                                                         |      | | c                                     |
| Petite Pomme Blanche                                                                                   |      | | c, m                                  |
| Petite Pomme Red                                                                                       |      | | m                                     |
| Petito                                                                                                 |      | | c, g, h                               |
| Petitom                                                                                                |      | | j                                     |
| Peto 013 Prov                                                                                          |      | Züchter: Petoseed Co.Inc. | j, o                                  |
| Peto 111                                                                                               |      | Züchter: Seminis Vegetable Seeds, Inc. | j, o                                  |
| Peto 112                                                                                               |      | Züchter: Petoseed Co.Inc. | j, o                                  |
| Peto 13                                                                                                |      | | j                                     |
| Peto 343                                                                                               |      | Züchter: Seminis Vegetable Seeds, Inc. | j, o                                  |
| Peto 460                                                                                               |      | Züchter: Seminis Vegetable Seeds, Inc. | j, o                                  |
| Peto 86                                                                                                |      | Züchter: Petoseed Co.Inc. | j                                     |
| Peto 86 Original                                                                                       |      | | j, k, o                               |
| Peto 86 Sudan Special                                                                                  |      | | j                                     |
| Peto 903 Prov                                                                                          |      | Züchter: Petoseed Co.Inc. | j, o                                  |
| Peto 94 C                                                                                              |      | Züchter: Seminis Vegetable Seeds, Inc. | j, o                                  |
| Peto 95                                                                                                |      | Züchter: Petoseed Co.Inc. | g, h, j                               |
| Peto 95 43                                                                                             |      | Züchter: Seminis Vegetable Seeds, Inc. | j, o                                  |
| Peto 96                                                                                                |      | Züchter: Petoseed Co.Inc. | j                                     |
| Peto 98                                                                                                |      | Züchter: Petoseed Co.Inc. | j                                     |
| Peto Fuego                                                                                             |      | | j                                     |
| Peto III Sudan Special                                                                                 |      | | j                                     |
| Peto Mh 1                                                                                              |      | | j                                     |
| Peto Rock                                                                                              |      | | j                                     |
| Petogro                                                                                                |      | Züchter: Petoseed Co.Inc. | j                                     |
| Petomech                                                                                               |      | Züchter: Petoseed Co.Inc. | c, f, j                               |
| Petomech II                                                                                            |      | Züchter: Petoseed Co.Inc. | j                                     |
| Petopride II                                                                                           |      | Züchter: Petoseed Co.Inc. | j                                     |
| Petopride No 2                                                                                         |      | | j                                     |
| Petr                                                                                                   |      | Züchter: Panchev Yurij Ivanovich, Panchev Yurij Yurievich | j                                     |
| Petr Pervyj (oder: Petr Perwyi)                                                                        |      | Züchter: Lukiyanenko Anatolij Nikitovich, Dubinin Sergej Vladimirovich, Dubinina Irina Nikolaevna | c, j                                  |
| Petr Velikij                                                                                           |      | Züchter: Lukiyanenko Anatolij Nikitovich, Dubinin Sergej Vladimirovich, Dubinina Irina Nikolaevna | j                                     |
| Petra                                                                                                  |      | Züchter: Pioneer Hi-Bred Italia Servizi Agronomici Srl | j                                     |
| Petrarca                                                                                               |      | Züchter: Syngenta Crop Protection Ag | j, o                                  |
| Petras Gerippte                                                                                        |      | | c, d, n                               |
| Petrillo                                                                                               |      | | c, d                                  |
| Petros                                                                                                 |      | Züchter: Sakata Seed Sudamerica Ltda. | c, j (abgerufen am 28. März 2024)     |
| Petros W 402                                                                                           |      | Züchter: Western Seed España, S.A. | j                                     |
| Petrovich                                                                                              |      | Züchter: Panchev Yurij Ivanovich, Panchev Yurij Yurievich, Tarasov Yurij Dmitrievich | c, d, j                               |
| Petrovskij                                                                                             |      | Züchter: Avdeev Yurij Ivanovich, Kigashpaeva Olga Petrovna, Ivanova Lyudmila Mihajlovna, Avdeev Andrej Yurievich | j                                     |
| Petrus                                                                                                 |      | | j                                     |
| Petrusha Ogorodnik                                                                                     |      | Züchter: Dederko Vladimir Nikolaevich, Postnikova Olga Valentinovna | j                                     |
| Petrustomate                                                                                           |      | | n                                     |
| Petula (oder: Pétula)                                                                                  |      | Züchter: Rijk Zwaan B.V. (Nl) | j                                     |
| Petuschinji Grebeschok (oder: Petushinyi Grebeshok)                                                    |      | | c, d                                  |
| Petuschok (oder: Petushok)                                                                             |      | | c, d                                  |
| Pezzulla                                                                                               |      | | o                                     |
| Pfarrgartentomate Aus Laibach                                                                          |      | | n                                     |
| Pfingstgruß                                                                                            |      | | g, h                                  |
| Pfirsichhäutige (oder: Pêche)                                                                          |      | | n                                     |
| Pfirsichtomate (oder: Pfirsich)                                                                        |      | | f, g, h                               |
| Pfläumchen Susino                                                                                      |      | | c, n                                  |
| Pflaumen-Strauchtomate                                                                                 |      | | e                                     |
| Pflaumenförmige Gelbe                                                                                  |      | | g, h                                  |
| Pflaumenförmige Rote                                                                                   |      | | g, h                                  |
| Pflaumentomate (oder: Plum Tomato)                                                                     |      | | c, n                                  |
| Pflaumentomate Dicke                                                                                   |      | | c                                     |
| Pflaumentomate Lange                                                                                   |      | | c                                     |
| Pflaumentomate Steinhagen                                                                              |      | | n                                     |
| Pgi 1202                                                                                               |      | Züchter: Plant Genetics Inc | j, o                                  |
| Ph 02353389                                                                                            |      | | j                                     |
| Phaedra                                                                                                |      | Züchter: Hybrids Ellas Abee | j                                     |
| Phantasia                                                                                              |      | Rote Salattomate. Herkunft: 2006 | a, c, j, l                            |
| Phantom                                                                                                |      | | j                                     |
| Phbd 410070                                                                                            |      | Züchter: Greenroad B.V.Trademark Prudac | j                                     |
| Phbt 410080                                                                                            |      | Züchter: Greenroad B.V.Trademark Prudac | j                                     |
| Phenomenal                                                                                             |      | | c, d                                  |
| Phil Tolli Roma                                                                                        |      | | c, d                                  |
| Phil's Fantastic                                                                                       |      | | c, d, e, g, h                         |
| Philia                                                                                                 |      | | j, o                                  |
| Philippine 2                                                                                           |      | | g, h                                  |
| Philippos                                                                                              |      | Züchter: Nunhems B.V. | j                                     |
| Phillippo                                                                                              |      | Züchter: A. V/D Windt | j                                     |
| Phillippos                                                                                             |      | Züchter: Nunhems Bv (Nl) | j                                     |
| Phillips                                                                                               |      | | c, d                                  |
| Philona                                                                                                |      | | c, j, l                               |
| Philona F1                                                                                             |      | | d                                     |
| Philovita                                                                                              |      | | a, c, j, l, o                         |
| Phoebe                                                                                                 |      | Züchter: Roei, Yonai | j, o                                  |
| Phoenix                                                                                                |      | | j                                     |
| Phoenix F1                                                                                             |      | | c, d                                  |
| Photon                                                                                                 |      | | g, h                                  |
| Phrubtomfourtenzeroeighty                                                                              |      | Züchter: Greenroad B.V.Trademark Prudac | j                                     |
| Phyra                                                                                                  |      | Züchter: Dr. Ottfried Dressler | c, e, g, h, j, o                      |
| Physis                                                                                                 |      | | j, o                                  |
| Phytom                                                                                                 |      | Züchter: Golan, Ram | j, o                                  |
| Phytoresista                                                                                           |      | | e, g, h                               |
| Phytoresista No 1                                                                                      |      | | c                                     |
| Picador                                                                                                |      | | j                                     |
| Picardy                                                                                                |      | | c, d                                  |
| Picasso                                                                                                |      | | j                                     |
| Piccadilly                                                                                             |      | Züchter: Novartis Seeds Bv (Nl) | j                                     |
| Picchio                                                                                                |      | | j                                     |
| Piccolo                                                                                                |      | Züchter: Gautier Semences S.A.S. | c, d, g, h, j, k, n                   |
| Piccolo Cherry                                                                                         |      | |                                       |
| Piccota                                                                                                |      | Züchter: Rijk Zwaan Zaadteelt En Zaadhandel B.V. | j                                     |
| Piceno                                                                                                 |      | Züchter: Blumen Group | j                                     |
| Piche                                                                                                  |      | | j                                     |
| Pick Red                                                                                               |      | | j                                     |
| Pick Rite                                                                                              |      | Züchter: Harris Moran Seed (Us) | j, o                                  |
| Pick-A-Tom                                                                                             |      | Züchter: Sakata Ornamentals Europe A/S | j                                     |
| Picksy Stripe T 5                                                                                      |      | | c, g, h                               |
| Picnic                                                                                                 |      | Züchter: Vilmorin | j                                     |
| Pico De Aneto                                                                                          |      | | j                                     |
| Picolino                                                                                               |      | | a, j, l                               |
| Picolino F1                                                                                            |      | | c                                     |
| Picolit                                                                                                |      | Züchter: Tera Seeds Srl Cons. | j                                     |
| Picolo Red                                                                                             |      | | j                                     |
| Picred                                                                                                 |      | | j                                     |
| Picta                                                                                                  |      | | g, h                                  |
| Picture Rock                                                                                           |      | |                                       |
| Picus                                                                                                  |      | | j, o                                  |
| Piedmont                                                                                               |      | | c, d, e, g, h                         |
| Piedmont Pear                                                                                          |      | | c, d                                  |
| Piemonteser                                                                                            |      | | c                                     |
| Piennolo Del Vesuvio                                                                                   |      | | d                                     |
| Pienolo                                                                                                |      | | c                                     |
| Pieralbo                                                                                               |      | Züchter: Institut National De La Recherche Agronomique (Fr) | j                                     |
| Pieraline                                                                                              |      | Züchter: Institut National De La Recherche Agronomique (Fr) | j                                     |
| Pierce's Pride                                                                                         |      | | c, d, f                               |
| Pierette                                                                                               |      | | g, h                                  |
| Pierfit                                                                                                |      | Züchter: Clause Semences Sa (Fr) | j                                     |
| Pierino                                                                                                |      | | j                                     |
| Pierrette                                                                                              |      | | c, d                                  |
| Pierrot                                                                                                |      | Züchter: Hm Clause Sa (Fr) | j, o                                  |
| Piersol                                                                                                |      | Züchter: Institut National De La Recherche Agronomique (Fr) | c, j                                  |
| Piersol Vfn                                                                                            |      | | j                                     |
| Piervil                                                                                                |      | Züchter: Vilmorin Sa (Fr) | j                                     |
| Pietra Rossa                                                                                           |      | | o                                     |
| Pietrarossa (oder: Pietra Rossa)                                                                       |      | Züchter: Harris Moran Seed Company (USA) | j                                     |
| Pietro                                                                                                 |      | Züchter: Jean-Claude Mercier | j                                     |
| Piggly Cluster                                                                                         |      | | d                                     |
| Pigmej                                                                                                 |      | Züchter: Gavrish Sergej Fedorovich, Kapustina Raisa Nikolaevna, Gladkov Dmitrij Sergeevich, Volkov Aleksandr Aleksandrovich, Semenova Anna Nikolaevna, Artemieva Galina Mihajlovna, Filimonova Yuliya Alekseevna                                                                       | j                                     |
| Pigmeo                                                                                                 |      | | c, j                                  |
| Pigmes                                                                                                 |      | | c, f                                  |
| Piibe                                                                                                  |      | Züchter: Pille Sooväli 90%, Kaljo Kask 10% | j, o                                  |
| Pijbe                                                                                                  |      | | n                                     |
| Pik Red                                                                                                |      | | g, h                                  |
| Pik Ripe 461                                                                                           |      | | j                                     |
| Pik Ripe 748                                                                                           |      | | j, o                                  |
| Pik Rite                                                                                               |      | | j                                     |
| Pik's Yugo                                                                                             |      | | c, d, e, g, h                         |
| Pikador                                                                                                |      | Züchter: Instytut Ogrodnictwa \Przedsiebiorstwo Nasiennictwa Ogrodniczego I Szkolkarstwa W Ozarowie Mazowieckim Spolka Z O.O. | j                                     |
| Pikant                                                                                                 |      | | j                                     |
| Pikasso                                                                                                |      | | j                                     |
| Pike County Kentucky Heirloom                                                                          |      | | c, d                                  |
| Pike County Yellow                                                                                     |      | | c, d                                  |
| Piket                                                                                                  |      | | j                                     |
| Piko                                                                                                   |      | Züchter: Clause Polska Sp. Z O.O. | j                                     |
| Pikopak                                                                                                |      | | j, o                                  |
| Pil 88-045                                                                                             |      | Züchter: C.R.A. - Centro Di Ricerca Per L'Orticoltura (Pontecagnano, Sa) | j                                     |
| Pilar                                                                                                  |      | Züchter: General Seed & Food Industries S.A. | j                                     |
| Pilavy                                                                                                 |      | | j                                     |
| Piligrim 8                                                                                             |      | Züchter: Ignatova Svetlana Ilyinichna, Gorshkova Nina Sergeevna | j                                     |
| Piline                                                                                                 |      | Züchter: Institut National De La Recherche Agronomique (Fr) | j                                     |
| Pillnitzer St. Xv                                                                                      |      | | c, g, h                               |
| Pilot                                                                                                  |      | Züchter: Gorshkova Nina Sergeevna, Tarasenkov Ivan Illarionovich, Bekov Rustam Hizrievich | g, h, j                               |
| Pilu                                                                                                   |      | Züchter: Gärtnerei Piluweri | c, j                                  |
| Pilzkorb                                                                                               |      | | c                                     |
| Piment                                                                                                 |      | | c                                     |
| Pina                                                                                                   |      | | o                                     |
| Piña                                                                                                   |      | | j                                     |
| Pinar                                                                                                  |      | Züchter: De Ruiter Seeds | j, o                                  |
| Pinara                                                                                                 |      | | j                                     |
| Pinball                                                                                                |      | Züchter: Consorzio Agrario Provinciale Di Parma | j                                     |
| Pineapple                                                                                              |      | Züchter: Domaine Public (Fr) | d, g, h, j, k                         |
| Pineapple Fog                                                                                          |      | | b, c, d, e, f, g, h, n                |
| Pineapple Pig                                                                                          |      | | c, d, e, f                            |
| Pineda                                                                                                 |      | Züchter: Semillas Fito, S.A. | j, o                                  |
| Ping Pong                                                                                              |      | | c, e, g, h, m                         |
| Pingvin                                                                                                |      | Züchter: Dubinin Sergej Vladimirovich, Kirillov Mihail Ivanovich, Dubinina Irina Nikolaevna | j                                     |
| Pink                                                                                                   |      | Züchter: Gavrish Sergej Fedorovich, Morev Viktor Vasilievich, Amcheslavskaya Elena Valentinovna, Volok Olga Anatolievna, Gladkov Dmitrij Sergeevich, Nesterovich Arkadij Nikolaevich                                                                                                   | c, d, j                               |
| Pink Accordion                                                                                         |      | | c, d, k                               |
| Pink Ball                                                                                              |      | | j                                     |
| Pink Beauty                                                                                            |      | Züchter: Hm Clause Sa (Fr) | j, o                                  |
| Pink Bella                                                                                             |      | | j                                     |
| Pink Berry                                                                                             |      | | j                                     |
| Pink Bertoua                                                                                           |      | | c, d                                  |
| Pink Boar                                                                                              |      | | c, d, f, g, h                         |
| Pink Bomb                                                                                              |      | Züchter: Sakata Vegetables Europe Sarl (Fr) | j                                     |
| Pink Bouncy                                                                                            |      | | c, d                                  |
| Pink Brandywine                                                                                        |      | | f, m                                  |
| Pink Brandywine X Carbon                                                                               |      | | c, d                                  |
| Pink Buff                                                                                              |      | Züchter: Global Seeds Llc, Russia | j                                     |
| Pink Bumble Bee (oder: Pink Bumblebee)                                                                 |      | | c, d, e, f                            |
| Pink Bush                                                                                              |      | Züchter: Sakata Vegetables Europe Sarl (Fr) | j                                     |
| Pink Cadillac                                                                                          |      | | c, d                                  |
| Pink Calabash                                                                                          |      | | d, f                                  |
| Pink Candy                                                                                             |      | | c, d, e, g, h                         |
| Pink Charmer                                                                                           |      | | j                                     |
| Pink Cherry                                                                                            |      | | c, d, e, n                            |
| Pink Choportula                                                                                        |      | | o                                     |
| Pink Clair                                                                                             |      | | o                                     |
| Pink Claire                                                                                            |      | | j                                     |
| Pink Climber                                                                                           |      | | c, d                                  |
| Pink Delight                                                                                           |      | Züchter: Ergon International N.V. | g, h, j                               |
| Pink Dessert                                                                                           |      | Züchter: Vilmorin Sa (Fr) | j                                     |
| Pink Dream                                                                                             |      | Züchter: Sakata Seed Corporation (Jp) | j                                     |
| Pink Dwarf Champion                                                                                    |      | | e                                     |
| Pink Ei                                                                                                |      | | c, m                                  |
| Pink Elephant                                                                                          |      | | c, d, e                               |
| Pink Forcer                                                                                            |      | | j                                     |
| Pink Furry Boar                                                                                        |      | | c, d, e                               |
| Pink Fuzzy Boar                                                                                        |      | | c, d                                  |
| Pink German Tree Tomato                                                                                |      | | c, d                                  |
| Pink Giant                                                                                             |      | | g, h                                  |
| Pink Girl                                                                                              |      | | j                                     |
| Pink Girl F1                                                                                           |      | | c, d                                  |
| Pink Grapefruit (oder: Pink Grape Fruit)                                                               |      | Züchter: Domaine Public (Fr) | c, d, e, g, h, j, k, m                |
| Pink Harvest                                                                                           |      | Züchter: Ivanov Evgenij Aleksandrovich | j                                     |
| Pink Heart                                                                                             |      | Züchter: Nongwoo Bio Co., Ltd. | j, o                                  |
| Pink Honey                                                                                             |      | | c, d                                  |
| Pink Ice                                                                                               |      | | c, d                                  |
| Pink Icicle                                                                                            |      | | f                                     |
| Pink Impression                                                                                        |      | Züchter: Sakata Seed Corporation (Jp) | j                                     |
| Pink Italian                                                                                           |      | | c, d                                  |
| Pink King                                                                                              |      | Züchter: Vilmorin Sa (Fr) | j                                     |
| Pink Lady                                                                                              |      | | j                                     |
| Pink Lemon                                                                                             |      | | b, c, d, e, g, h, k, m, n             |
| Pink Magic                                                                                             |      | Züchter: Sakata Seed Corporation (Jp) | j                                     |
| Pink Martini                                                                                           |      | Züchter: Tomatech R&D Israel L.T.D. | j, o                                  |
| Pink Mini-Fleisch                                                                                      |      | | c, m                                  |
| Pink Miss                                                                                              |      | Züchter: Vilmorin Sa (Fr) | j                                     |
| Pink Monserrat                                                                                         |      | | k                                     |
| Pink Moon                                                                                              |      | Züchter: Sakata Vegetables Europe Sarl (Fr) | j                                     |
| Pink Oxheart                                                                                           |      | | c, d                                  |
| Pink Paradise                                                                                          |      | | j, o                                  |
| Pink Paradise F1                                                                                       |      | | j                                     |
| Pink Peach                                                                                             |      | | b, c, d, e, g, h, m                   |
| Pink Pear                                                                                              |      | | c, d                                  |
| Pink Pearl                                                                                             |      | | j                                     |
| Pink Perfection                                                                                        |      | | d                                     |
| Pink Petticoat                                                                                         |      | | c, d                                  |
| Pink Ping Pong                                                                                         |      | | c, d, e, f, g, h, k, n                |
| Pink Pioneer                                                                                           |      | Züchter: Sakata Seed Sudamerica Ltd (Br) | d, j                                  |
| Pink Plum Rosa                                                                                         |      | | d                                     |
| Pink Ponderosa                                                                                         |      | | e, g, h, k                            |
| Pink Pounder                                                                                           |      | | j                                     |
| Pink Queen                                                                                             |      | Züchter: Vilmorin Sa (Fr) | g, h, j                               |
| Pink Red                                                                                               |      | | c                                     |
| Pink Rise                                                                                              |      | Züchter: Sakata Seed Corporation (Jp) | j                                     |
| Pink Rock                                                                                              |      | Züchter: Yuksel Tohumculuk Tarim San. Ve Tic. Ltd. Sti. | j, o                                  |
| Pink Ruffled                                                                                           |      | | c, d                                  |
| Pink Russian                                                                                           |      | | c, d                                  |
| Pink Russian 117                                                                                       |      | | c, d, e, f, g, h, k, m                |
| Pink Salad                                                                                             |      | | g, h                                  |
| Pink Shipper (oder: Pinkshipper)                                                                       |      | | c, d, g, h                            |
| Pink Siberian Tiger                                                                                    |      | | c, e                                  |
| Pink Solution                                                                                          |      | Züchter: Frank Francis | j                                     |
| Pink Star                                                                                              |      | Züchter: Tokita | j                                     |
| Pink Stuffer                                                                                           |      | | d                                     |
| Pink Sugar (oder: Sakhar Rozovyy)                                                                      |      | | e                                     |
| Pink Sun                                                                                               |      | Züchter: Tokita | j                                     |
| Pink Sweet                                                                                             |      | | c, d, e, g, h, k                      |
| Pink Thai Egg                                                                                          |      | Züchter: Pieterpikzonen B.V. | j, n                                  |
| Pink Tiger                                                                                             |      | | c, d                                  |
| Pink Top                                                                                               |      | Züchter: Nongwoo Bio Co., Ltd. | j, o                                  |
| Pink Treat                                                                                             |      | Züchter: Takii Europe B.V. | j, o                                  |
| Pink Tumbler                                                                                           |      | | c, d                                  |
| Pink Unicum                                                                                            |      | | o                                     |
| Pink Unicum F1                                                                                         |      | | j                                     |
| Pink Unikum (oder: Pink Unicum)                                                                        |      | Züchter: Monsanto Holland Bv, Westeinde 161, 1601 Bm Enkhuizen, The Netherlands | j, o                                  |
| Pink Vernissage                                                                                        |      | | c                                     |
| Pink Wave                                                                                              |      | | j                                     |
| Pink White                                                                                             |      | | c, d                                  |
| Pink Wonder                                                                                            |      | Züchter: Hild Samen GmbH | c, j                                  |
| Pink World                                                                                             |      | | j, o                                  |
| Pink Yellow                                                                                            |      | | d, e, m                               |
| Pink Zapotec                                                                                           |      | Züchter: Domaine Public (Fr) | j                                     |
| Pinka                                                                                                  |      | | c                                     |
| Pinkfarbene Wildtomate                                                                                 |      | | c, m                                  |
| Pinki                                                                                                  |      | Züchter: Alekseev Yurij Borisovich | j                                     |
| Pinkie                                                                                                 |      | Züchter: Park, Kwon Seo, Kim, Ji Kwang, Park, In Hee, Seong, Yeaul Kyu, Oh Sae Hyun, Choi Sung Ho | j, o                                  |
| Pinkmania                                                                                              |      | Züchter: Hm Clause Sa (Fr) | j                                     |
| Pinkne Rita                                                                                            |      | | c, m                                  |
| Pinkshine                                                                                              |      | | j                                     |
| Pinktom                                                                                                |      | | j                                     |
| Pinkwino                                                                                               |      | Züchter: Nunhems B.V. | j                                     |
| Pinky                                                                                                  |      | Züchter: Tezier Sa (Fr) | j                                     |
| Pinky Tuscadero                                                                                        |      | | d                                     |
| Pinnacle                                                                                               |      | Züchter: Seminis Vegetable Seeds Inc. | j, o                                  |
| Pinnosa                                                                                                |      | | g, h                                  |
| Pinoccio                                                                                               |      | | c, g, h                               |
| Pinokio                                                                                                |      | Züchter: Plantico Hodowla I Nasiennictwo Ogrodnicze Golebiew Sp. Z O.O. | j                                     |
| Pinokkio                                                                                               |      | Züchter: Horal Jiri, Klapste Petr, Alekseev Yurij Borisovich | j                                     |
| Pinoso                                                                                                 |      | Züchter: Rijk Zwaan Zaadteelt En Zaadhandel B.V. | j                                     |
| Pinot                                                                                                  |      | Züchter: Dr. Josef Franz Seitzer In Fa. Kws Saat Se | j                                     |
| Pinta                                                                                                  |      | Züchter: Vilmorin Sa (Fr) | j                                     |
| Pinto                                                                                                  |      | | j, o                                  |
| Pinty                                                                                                  |      | Züchter: Hort Seed Mediterrani S.L. | j                                     |
| Pintyno                                                                                                |      | Züchter: Gautier Semences Sas (Fr) | j                                     |
| Pio |      | Züchter: Seminis Vegetable Seed Ib | j, o                                  |
| Pioneer                                                                                                |      | | g, h                                  |
| Pioneer-2                                                                                              |      | | c, d, g, h                            |
| Pionento                                                                                               |      | Züchter: Rijk Zwaan Zaadteelt En Zaadhandel B.V. | j, o                                  |
| Pioner                                                                                                 |      | Züchter: Bekov Rustam Hizrievich, Gish Ruslan Ajdamirovich, Sanina Olga Garievna | j                                     |
| Pioner 2                                                                                               |      | | j                                     |
| Pionerskij                                                                                             |      | | g, h                                  |
| Piotre                                                                                                 |      | | j                                     |
| Piova                                                                                                  |      | Züchter: Rijk Zwaan Zaadteelt En Zaadhandel Bv (Nl) | j                                     |
| Pipilies                                                                                               |      | Züchter: Syngenta Crop Protection Ag | j                                     |
| Pipita                                                                                                 |      | Züchter: Meridiem Seeds S.L. | j                                     |
| Pipo                                                                                                   |      | | c, d, e, g, h, j, o                   |
| Pippo                                                                                                  |      | | j                                     |
| Pir Na Ves' Mir                                                                                        |      | Züchter: Kachajnik Vladimir Georgievich, Gul'Kin Mihail Nikolaevich, Karmanova Olga Alekseevna, Matyunina Svetlana Vladimirovna | j                                     |
| Piramide                                                                                               |      | Züchter: Torcianti Mario | c, d, j                               |
| Piramit Md60                                                                                           |      | | j                                     |
| Pirandello                                                                                             |      | Züchter: Rijk Zwaan Zaadteelt En Zaadhandel B.V. | j, o                                  |
| Piranto                                                                                                |      | | j                                     |
| Pirat                                                                                                  |      | Züchter: Plantico Hodowla I Nasiennictwo Ogrodnicze Swietoslaw Sp. Z O.O. | j                                     |
| Pirata                                                                                                 |      | Züchter: Ramiro Arnedo, S.A. | j, o                                  |
| Pirate                                                                                                 |      | Züchter: Les Graines Caillard Sa (Fr) | j                                     |
| Pireo                                                                                                  |      | | j                                     |
| Piretta Mutant                                                                                         |      | | g, h                                  |
| Piriform                                                                                               |      | | c, d                                  |
| Pirkstine Orange                                                                                       |      | | c, d                                  |
| Pirkstine Yellow                                                                                       |      | | c, d                                  |
| Pirlo                                                                                                  |      | Züchter: Enza Zaden Beheer B.V. | j                                     |
| Pirmutis                                                                                               |      | Züchter: Lietuvos Agrariniu Ir Mišku Mokslu Centro Filialas Sodininkystes Ir Daržininkystes Institutas | c, j, o                               |
| Piroka                                                                                                 |      | Züchter: Kultursaat e.V. für Züchtungsforschung und Kulturpflanzenerhaltung auf biologisch-dynamischer Grundlage | c, d, e, f, j, m                      |
| Piruet                                                                                                 |      | Züchter: Ignatova Svetlana Ilyinichna, Gorshkova Nina Sergeevna, Tereshonkova Tatiyana Arkadievna | j                                     |
| Pisa                                                                                                   |      | Züchter: Nunza Bv | j, o                                  |
| Pisanello                                                                                              |      | | j                                     |
| Pisanello Da Bruschetta                                                                                |      | | c                                     |
| Pisces                                                                                                 |      | | c, d                                  |
| Pishcha Bogov                                                                                          |      | Züchter: Kachajnik Vladimir Georgievich, Gul'Kin Mihail Nikolaevich, Karmanova Olga Alekseevna, Matyunina Svetlana Vladimirovna | j                                     |
| Piso Pfahoe                                                                                            |      | | c                                     |
| Piso Pfaume                                                                                            |      | | d                                     |
| Piston                                                                                                 |      | Züchter: Intersemillas | j                                     |
| Pistou                                                                                                 |      | Züchter: Institut National De La Recherche Agronomique (Fr)/Sonito (Fr) | j                                     |
| Pit Viper                                                                                              |      | | c, d                                  |
| Pitagora                                                                                               |      | Züchter: Furia Seed Srl | j, o                                  |
| Pitanga                                                                                                |      | | c, f                                  |
| Pitenza                                                                                                |      | Züchter: Enza Zaden B.V. | j, o                                  |
| Pitihue Inta                                                                                           |      | Züchter: E.E.A.Alto Valle | j                                     |
| Pitimini Amarillo                                                                                      |      | | n                                     |
| Pitimini Rojo                                                                                          |      | | n                                     |
| Pitina                                                                                                 |      | | j                                     |
| Piton (oder: Pitón)                                                                                    |      | Züchter: Hazera Genet./Yissum Rese | j, o                                  |
| Pitter's Pride                                                                                         |      | | c                                     |
| Pittman Valley Plum                                                                                    |      | | c, d, k                               |
| Pitufo                                                                                                 |      | Züchter: Hm Clause Sa (Fr) | j, o                                  |
| Pivot                                                                                                  |      | | j                                     |
| Pixel                                                                                                  |      | Züchter: Isi Sementi Spa | a, j                                  |
| Pixella                                                                                                |      | |                                       |
| Pixie                                                                                                  |      | | c, d                                  |
| Pixie Striped                                                                                          |      | | c, d, e, f, g, h, k                   |
| Piyango                                                                                                |      | | j                                     |
| Pizarro                                                                                                |      | Züchter: Tezier | j, o                                  |
| Pizza                                                                                                  |      | | j                                     |
| Pizza Paradeis                                                                                         |      | | n                                     |
| Pizzadoro                                                                                              |      | | j                                     |
| Pizzaiola                                                                                              |      | | j                                     |
| Pizzaiolo                                                                                              |      | Züchter: Peotec Seeds Srl | j                                     |
| Pizzetto                                                                                               |      | Züchter: Lamboseeds S.R.L. | j                                     |
| Pizzicato                                                                                              |      | | j                                     |
| Pizzico                                                                                                |      | Züchter: Isi Sementi Spa | j                                     |
| Pizzo Tello                                                                                            |      | | c, d                                  |
| Pizzul                                                                                                 |      | Züchter: Syngenta Participations Ag | j                                     |
| Pjotr Perwji                                                                                           |      | | c                                     |
| Pjt 422090                                                                                             |      | Züchter: Greenroad B.V.Trademark Prudac | j                                     |
| Placero                                                                                                |      | | c, d                                  |
| Placido                                                                                                |      | | j                                     |
| Plaine De Chair                                                                                        |      | | c                                     |
| Plainsman                                                                                              |      | | c, d                                  |
| Plaisance                                                                                              |      | Züchter: De Ruiter Seeds B.V. | j, o                                  |
| Plaisir D'Été                                                                                          |      | | c, d                                  |
| Plamya Agro                                                                                            |      | Züchter: Hovrin Aleksandr Nikolaevich, Tereshonkova Tatiyana Arkadievna, Klimenko Nikolaj Nikolaevich, Kostenko Aleksandr Nikolaevich | j                                     |
| Plan 904                                                                                               |      | | g, h                                  |
| Plana                                                                                                  |      | | g, h                                  |
| Planet                                                                                                 |      | | g, h, j, o                            |
| Planeuco Inta                                                                                          |      | | j                                     |
| Plano De Erandio                                                                                       |      | | d                                     |
| Planovyj                                                                                               |      | | g, h                                  |
| Planovyj 904                                                                                           |      | | g, h                                  |
| Platano                                                                                                |      | | j                                     |
| Platauco Inta                                                                                          |      | | j                                     |
| Plate De Haiti                                                                                         |      | | c, d                                  |
| Plate De Hollande                                                                                      |      | | c, d                                  |
| Platense                                                                                               |      | | c, d, j                               |
| Platense J. J. Gomez                                                                                   |      | | j                                     |
| Platense Linea 9 Sel San Pedro                                                                         |      | | j                                     |
| Platero                                                                                                |      | | j                                     |
| Platex                                                                                                 |      | | j                                     |
| Platina                                                                                                |      | Züchter: Enza Zaden Beheer B.V. | j                                     |
| Platinium                                                                                              |      | Züchter: Nunhems B.V. | j                                     |
| Platino                                                                                                |      | | j                                     |
| Plato                                                                                                  |      | | j                                     |
| Platone                                                                                                |      | | j                                     |
| Platte Vierländer                                                                                      |      | | c, e                                  |
| Platus                                                                                                 |      | Züchter: Monsanto Invest N.V. | j, o                                  |
| Platus F1                                                                                              |      | | j                                     |
| Platyni                                                                                                |      | Züchter: Diamond Seeds, S.L. | j                                     |
| Platypus                                                                                               |      | Züchter: Nunhems B.V., Nunhems B.V. | j                                     |
| Platzfest Süß                                                                                          |      | | g, h                                  |
| Plavnevyj A 80                                                                                         |      | | g, h                                  |
| Player                                                                                                 |      | Züchter: Isi Sementi Spa | j                                     |
| Plaza                                                                                                  |      | | j                                     |
| Plazma                                                                                                 |      | Züchter: Gavrish Sergej Fedorovich, Morev Viktor Vasilievich, Amcheslavskaya Elena Valentinovna, Volok Olga Anatolievna, Gavrish Fedor Sergeevich, Nesterovich Arkadij Nikolaevich | j                                     |
| Plazma 58                                                                                              |      | Züchter: Gavrish Sergej Fedorovich, Morev Viktor Vasilievich, Amcheslavskaya Elena Valentinovna, Volok Olga Anatolievna | j                                     |
| Pleasant                                                                                               |      | | g, h                                  |
| Pleine De Chair                                                                                        |      | | c, d                                  |
| Pleno                                                                                                  |      | | j                                     |
| Plentiful                                                                                              |      | | g, h                                  |
| Plicata                                                                                                |      | | g, h                                  |
| Plomen                                                                                                 |      | Züchter: Jasinska Danuta | j                                     |
| Plomien                                                                                                |      | Züchter: Przedsiebiorstwo Nasiennictwa Ogrodniczego I Szkolkarstwa W Ozarowie Mazowieckim Spolka Z O.O. | j                                     |
| Plourde                                                                                                |      | | c, d, e, g, h                         |
| Plovdivska Karotina                                                                                    |      | Züchter: H. Manuelyan, M. Stoyanov, G. Pevicharova, D. Ganeva, Z. Stoyanova, N. Todorova | j                                     |
| Plovdivska Konserva                                                                                    |      | | g, h                                  |
| Plovdivski                                                                                             |      | | c, d                                  |
| Plovdivski 14                                                                                          |      | | g, h                                  |
| Plovdivski Export                                                                                      |      | | c, d, g, h                            |
| Plum Bush                                                                                              |      | | c, d                                  |
| Plum Crimson F1                                                                                        |      | | c, d                                  |
| Plum Dandy F1                                                                                          |      | | c, d                                  |
| Plum Fryer                                                                                             |      | | g, h                                  |
| Plum Lemon                                                                                             |      | | c, d, e, f, g, h, k, m                |
| Plum Like                                                                                              |      | | g, h                                  |
| Plum Regal                                                                                             |      | Züchter: Bejo Zaden B.V. | j, o                                  |
| Plum Regal F1                                                                                          |      | | c, d                                  |
| Plum Tigris                                                                                            |      | | d                                     |
| Plumcher                                                                                               |      | Züchter: De Ruiter Seeds | j, o                                  |
| Plumer                                                                                                 |      | | j                                     |
| Plumito                                                                                                |      | Züchter: W Robinson & Sons | c, d, j, o                            |
| Plumpton King                                                                                          |      | | c, g, h, j, o                         |
| Plumty                                                                                                 |      | | j                                     |
| Pluroma                                                                                                |      | | j, o                                  |
| Plus De 1 Kilo                                                                                         |      | | c, d                                  |
| Plus Resist Rr                                                                                         |      | | g, h                                  |
| Plusco                                                                                                 |      | Züchter: Bruinsma (Nl) | j                                     |
| Pluss                                                                                                  |      | | j                                     |
| Pluton                                                                                                 |      | Züchter: Hm.Clause | j                                     |
| Plyushchiha                                                                                            |      | Züchter: Gavrish Sergej Fedorovich, Morev Viktor Vasilievich, Amcheslavskaya Elena Valentinovna, Degovtsova Tatiyana Vladimirovna, Volok Olga Anatolievna, Gladkov Dmitrij Sergeevich, Volkov Aleksandr Aleksandrovich, Semenova Anna Nikolaevna, Redichkina Tatiyana Aleksandrovna    | j                                     |
| Plyushkin                                                                                              |      | Züchter: Kachajnik Vladimir Georgievich, Chernaya Viktoriya Viktorovna | j                                     |
| Pm 2010G                                                                                               |      | Züchter: Zhivko Danailov | j                                     |
| Pninaly                                                                                                |      | Züchter: Hazera Genetics | j, o                                  |
| Po 01                                                                                                  |      | | j                                     |
| Po 02                                                                                                  |      | | j                                     |
| Po 1                                                                                                   |      | Züchter: Zeraim Gedera Ltd. | j                                     |
| Po 2                                                                                                   |      | Züchter: Zeraim Gedera Ltd. | j                                     |
| Po Valley                                                                                              |      | Züchter: Zeta Seeds S.L. | j                                     |
| Pobeda                                                                                                 |      | Züchter: Panchev Yurij Ivanovich, Panchev Yurij Yurievich | j                                     |
| Pobeditel                                                                                              |      | Züchter: Popova Liya Nikolaevna, Arinina Lidiya Petrovna | c, d, j                               |
| Pobler                                                                                                 |      | Züchter: Hort Seed Mediterrani, S.L | j, o                                  |
| Pocahontas                                                                                             |      | Züchter: Enza Zaden Beheer B.V. | j                                     |
| Podarochnyj                                                                                            |      | Züchter: Popova Liya Nikolaevna, Arinina Lidiya Petrovna | j                                     |
| Podarok                                                                                                |      | | c, d                                  |
| Podarok 105                                                                                            |      | | c, g, h                               |
| Podarok Fei                                                                                            |      | Züchter: Nastenko Nataliya Viktorovna, Kachajnik Vladimir Georgievich, Kandoba Aleksej Viktorovich | c, d, e, j                            |
| Podarok Kubani                                                                                         |      | Züchter: Gorshkova Nina Sergeevna, Tarasenkov Ivan Illarionovich, Bekov Rustam Hizrievich | j                                     |
| Podarok Teshche                                                                                        |      | Züchter: Andreeva Evgeniya Nikolaevna, Nazina Sofiya Luisovna, Ushakova Mariya Ivanovna, Andreeva Anzhelika Nikolaevna | j                                     |
| Podarok Zhenshchine                                                                                    |      | Züchter: Lukiyanenko Anatolij Nikitovich, Dubinin Sergej Vladimirovich, Dubinina Irina Nikolaevna | j                                     |
| Poddubnyj                                                                                              |      | Züchter: Nastenko Nataliya Viktorovna, Kachajnik Vladimir Georgievich, Kandoba Aleksej Viktorovich | j                                     |
| Podeba                                                                                                 |      | Züchter: Rijk Zwaan B.V. | j                                     |
| Podium                                                                                                 |      | | j                                     |
| Podland Pink                                                                                           |      | | c, f                                  |
| Podmoskovnyj                                                                                           |      | Züchter: Ignatova Svetlana Ilyinichna, Gorshkova Nina Sergeevna | j                                     |
| Podsnezhnik (oder: Podsneschnik. Podsnezhnik)                                                          |      | Züchter: Zhidkova Valentina Andreevna, Kononov Aleksandr Nikolaevich, Krasnikov Leonid Georgievich | c, d, j                               |
| Poem                                                                                                   |      | Züchter: Golden West Seed Research Co. | j                                     |
| Poesia                                                                                                 |      | Züchter: Clause (Fr) | j, o                                  |
| Poet                                                                                                   |      | Züchter: Ignatova Svetlana Ilyinichna, Gorshkova Nina Sergeevna | j                                     |
| Poil Blanc                                                                                             |      | | c                                     |
| Poire Abruzzese                                                                                        |      | | c                                     |
| Poire Jaune                                                                                            |      | Züchter: Domaine Public (Fr) | c, d, j                               |
| Poire Meme                                                                                             |      | | c                                     |
| Poire Rouge                                                                                            |      | Züchter: Domaine Public (Fr) | c, j                                  |
| Poire Rouge Franchi                                                                                    |      | | d                                     |
| Poivron Jaune                                                                                          |      | Züchter: Domaine Public (Fr) | j                                     |
| Poker                                                                                                  |      | Züchter: Olter Srl | j                                     |
| Poket                                                                                                  |      | Züchter: Seminis Veget.Seeds Inc | j, o                                  |
| Poket Rs                                                                                               |      | Züchter: Seminis Veget.Seeds Inc | j                                     |
| Pokoritel Serdets                                                                                      |      | | c, d                                  |
| Pokoritel' Severa                                                                                      |      | Züchter: Kandoba Elena Evgenievna, Kandoba Aleksej Viktorovich | j                                     |
| Pokusa                                                                                                 |      | Züchter: Szkola Glowna Gospodarstwa Wiejskiego | c, d, e, g, h, j                      |
| Polan                                                                                                  |      | | c, d                                  |
| Poland II                                                                                              |      | | c, d, k                               |
| Poland Pink                                                                                            |      | | c                                     |
| Polanka                                                                                                |      | | c                                     |
| Polar                                                                                                  |      | | g, h                                  |
| Polar Baby (oder: Polarbaby)                                                                           |      | | c, d                                  |
| Polar Beauty                                                                                           |      | | c, d, e, g, h                         |
| Polar Gem                                                                                              |      | | c, d                                  |
| Polar Star                                                                                             |      | | c, d, e, g, h                         |
| Polara                                                                                                 |      | Züchter: Kws Saat Ag | j, o                                  |
| Polaris                                                                                                |      | Züchter: H.S.Heinz Company | j                                     |
| Polat                                                                                                  |      | Züchter: Clause - Tezier (Fr) | j, o                                  |
| Polbig                                                                                                 |      | Züchter: Bejo Zaden B.V. | j, o                                  |
| Polbig F1                                                                                              |      | Züchter: Bejo Zaden | d, j, k                               |
| Polden                                                                                                 |      | Züchter: Ignatova Svetlana Ilyinichna, Gorshkova Nina Sergeevna, Tereshonkova Tatiyana Arkadievna | j                                     |
| Poldino                                                                                                |      | Züchter: Nirit Seeds Ltd | j                                     |
| Poldis Gelbe                                                                                           |      | | n                                     |
| Poldje                                                                                                 |      | Züchter: Seminis Veget.Seeds Inc | j, o                                  |
| Poldje Rs                                                                                              |      | Züchter: Seminis Veget.Seeds Inc | j                                     |
| Pole                                                                                                   |      | | g, h                                  |
| Polen                                                                                                  |      | | c, d                                  |
| Polesskij Gigant                                                                                       |      | | c                                     |
| Polfast                                                                                                |      | Züchter: Bejo Zaden B.V. | j, o                                  |
| Polfast F1                                                                                             |      | Züchter: Bejo Zaden | j, k                                  |
| Policarpo                                                                                              |      | Züchter: Enza Zaden Beheer B.V. | j, o                                  |
| Polifam                                                                                                |      | | j                                     |
| Polifemo                                                                                               |      | | j                                     |
| Polina                                                                                                 |      | Züchter: Geomarket Ltd. (Gr) | j                                     |
| Poliset                                                                                                |      | | j                                     |
| Polish (oder: Ellis)                                                                                   |      | | c, d                                  |
| Polish C                                                                                               |      | | d                                     |
| Polish Dwarf                                                                                           |      | | c, d                                  |
| Polish Eckert                                                                                          |      | | k                                     |
| Polish Egg                                                                                             |      | | c, d, f                               |
| Polish Giant                                                                                           |      | | c, d, k                               |
| Polish Giant Heart                                                                                     |      | | d                                     |
| Polish Giant Paste                                                                                     |      | | c, d                                  |
| Polish Heart                                                                                           |      | | c, d, e, g, h                         |
| Polish Linguisa                                                                                        |      | | c, d, k                               |
| Polish Non-Acid                                                                                        |      | | c, d                                  |
| Polish Paste                                                                                           |      | | c, d                                  |
| Polish Pastel                                                                                          |      | | c, d, e, k                            |
| Polish Pink                                                                                            |      | | c, d                                  |
| Polish Yellow Dwarf                                                                                    |      | | c, d                                  |
| Polison                                                                                                |      | Züchter: Enza Zaden Beheer B.V. | j, o                                  |
| Polius                                                                                                 |      | | j, o                                  |
| Poljarnij Skorospelij                                                                                  |      | | d                                     |
| Poljarnje                                                                                              |      | | c                                     |
| Poljarnyj 303                                                                                          |      | | g, h                                  |
| Polka                                                                                                  |      | Züchter: Vilmorin Sa (Fr) | j                                     |
| Pollicino                                                                                              |      | Züchter: Cora Seeds S.R.L. | j                                     |
| Pollock                                                                                                |      | | c, d                                  |
| Polluce                                                                                                |      | | j                                     |
| Polluce 88-083                                                                                         |      | Züchter: C.R.A. - Centro Di Ricerca Per L'Orticoltura (Pontecagnano, Sa) | j                                     |
| Pollux                                                                                                 |      | Züchter: L. Daehnfeldt A/S | j, o                                  |
| Polly                                                                                                  |      | Züchter: Gruenewald Breeding GmbH | j                                     |
| Polnaya Kubyshka                                                                                       |      | Züchter: Lukiyanenko Anatolij Nikitovich, Dubinin Sergej Vladimirovich, Dubinina Irina Nikolaevna | j                                     |
| Polnische Saeulentomate                                                                                |      | | d                                     |
| Polnischer Riese                                                                                       |      | | m                                     |
| Polnym-Polno                                                                                           |      | Züchter: Kachajnik Vladimir Georgievich, Gul'Kin Mihail Nikolaevich, Karmanova Olga Alekseevna, Matyunina Svetlana Vladimirovna | j                                     |
| Polo (oder: Es 2129)                                                                                   |      | | j                                     |
| Polonais                                                                                               |      | | j, o                                  |
| Polonaise Jaune                                                                                        |      | | c, d                                  |
| Polorosa                                                                                               |      | Züchter: W. Legutko Przedsiebiorstwo Hodowlano-Nasienne Sp. Z O.O. | j                                     |
| Polosatik                                                                                              |      | Züchter: Meshkov Aleksej Viktorovich, Nesterovich Arkadij Nikolaevich, Terehova Vera Ivanovna, Dolgov Sergej Vladimirovich | j                                     |
| Polset                                                                                                 |      | Züchter: Bejo Zaden B.V. | j                                     |
| Poltava                                                                                                |      | Züchter: Gavrish Sergej Fedorovich, Morev Viktor Vasilievich, Amcheslavskaya Elena Valentinovna, Volok Olga Anatolievna, Nesterovich Arkadij Nikolaevich | j                                     |
| Polyana                                                                                                |      | | j                                     |
| Polyanka                                                                                               |      | Züchter: Gavrish Sergej Fedorovich, Morev Viktor Vasilievich, Amcheslavskaya Elena Valentinovna, Degovtsova Tatiyana Vladimirovna, Volok Olga Anatolievna, Gladkov Dmitrij Sergeevich, Artemieva Galina Mihajlovna, Redichkina Tatiyana Aleksandrovna                                  | j                                     |
| Polyaris                                                                                               |      | | j                                     |
| Polyarnik                                                                                              |      | Züchter: Lukiyanenko Anatolij Nikitovich, Dubinin Sergej Vladimirovich, Dubinina Irina Nikolaevna | j                                     |
| Polyarnye                                                                                              |      | | d                                     |
| Polylopha                                                                                              |      | | g, g, h, h                            |
| Polymia                                                                                                |      | Züchter: Uo Belorusskaia Gosudarstvennaia Selskokhoziajstvennaia Akademiia, 213410, Mogilevskaia Obl., G.Gorki, Ul.Michurina, 5, Belarus | j, o                                  |
| Polyphylla                                                                                             |      | | g, h                                  |
| Polyus                                                                                                 |      | Züchter: Panchev Yurij Ivanovich | j                                     |
| Poma                                                                                                   |      | | c                                     |
| Poma Amoris                                                                                            |      | | m                                     |
| Poma Amoris Minora Lutea                                                                               |      | | c, d, e, g, h                         |
| Pomadora Rose                                                                                          |      | | c, d                                  |
| Pomata Algueresa                                                                                       |      | | j                                     |
| Pomcandy                                                                                               |      | Züchter: Tomatech R&D Israel L.T.D. | j, o                                  |
| Pomdamour                                                                                              |      | Züchter: Sakata Ornamentals Europe A/S | j                                     |
| Pomerety                                                                                               |      | Züchter: Jozsef Mozsar | j                                     |
| Pometa Tardio                                                                                          |      | | g, h, j                               |
| Pomidor Zolty                                                                                          |      | | c                                     |
| Pomino                                                                                                 |      | Züchter: Peotec Seeds Srl | j                                     |
| Pomisol'Ka                                                                                             |      | Züchter: Gavrish Sergej Fedorovich, Kapustina Raisa Nikolaevna, Gladkov Dmitrij Sergeevich, Volkov Aleksandr Aleksandrovich, Semenova Anna Nikolaevna, Artemieva Galina Mihajlovna, Filimonova Yuliya Alekseevna, Redichkina Tatiyana Aleksandrovna                                    | j                                     |
| Pomista                                                                                                |      | Züchter: Royal Sluis | j                                     |
| Pomme                                                                                                  |      | | c, d                                  |
| Pomme D'Amour                                                                                          |      | | c                                     |
| Pomme D'Amour Des Canaries                                                                             |      | | c, d                                  |
| Pomme D'Amour Rouge                                                                                    |      | | c                                     |
| Pomme D'Or                                                                                             |      | | c                                     |
| Pomme Rouge                                                                                            |      | Züchter: Domaine Public (Fr) | c, j                                  |
| Pomme Rouge De Montpellier                                                                             |      | | c                                     |
| Pommodore Di Catenna                                                                                   |      | | c, d, m                               |
| Pomodora                                                                                               |      | | b                                     |
| Pomodore                                                                                               |      | | n                                     |
| Pomodore Da Impalaze                                                                                   |      | | g, h                                  |
| Pomodori Giganti                                                                                       |      | | g, h                                  |
| Pomodorini Di Sardegnia                                                                                |      | | c                                     |
| Pomodoro                                                                                               |      | | m                                     |
| Pomodoro A Grappoli D'Inverno (oder: A Grappoli D'Inverno. A Grappoli Da Inverno. Agrappoli D'Inverno) |      | Züchter: Domaine Public (Fr) | c, d, g, h, f, j                      |
| Pomodoro Banana Marino                                                                                 |      | | d                                     |
| Pomodoro Costoluto Di Marmande                                                                         |      | | g, h                                  |
| Pomodoro Costoluto Genovese                                                                            |      | | g, h                                  |
| Pomodoro D'Inverno                                                                                     |      | | g, h                                  |
| Pomodoro Da Impalazza                                                                                  |      | | f                                     |
| Pomodoro Di Lucca                                                                                      |      | | c                                     |
| Pomodoro Diestate                                                                                      |      | | g, h                                  |
| Pomodoro Giove F1                                                                                      |      | Züchter: Seeds Technologies D.M. Ltd | j                                     |
| Pomodoro Lungo                                                                                         |      | | f                                     |
| Pomodoro Pero Gigante                                                                                  |      | | c                                     |
| Pomodoro Ponderosa Sel. Silvana Tipo Belomonte                                                         |      | | f                                     |
| Pomodoro Zahira F1                                                                                     |      | Züchter: Seeds Technologies D.M. Ltd | j                                     |
| Pomona                                                                                                 |      | | g, h                                  |
| Pomona V.N.F.                                                                                          |      | | j                                     |
| Pomored                                                                                                |      | | j                                     |
| Pompeii                                                                                                |      | | c, d                                  |
| Pompeo                                                                                                 |      | Züchter: Cirio Ricerche S.C.P.A. | j                                     |
| Poncette                                                                                               |      | Züchter: Institut National De La Recherche Agronomique (Fr) | j                                     |
| Ponchik                                                                                                |      | Züchter: Gubko Valentina Nikolaevna, Zalivakina Valentina Fedorovna, Orlova Elena Arnol'Dovna, Salmina Irina Semenovna, Chernovolova Olga Alekseevna | j                                     |
| Ponchito                                                                                               |      | | j                                     |
| Poncho Negro                                                                                           |      | | j                                     |
| Ponder Heart                                                                                           |      | | c, d                                  |
| Ponderosa                                                                                              |      | | c, f, g, h, j                         |
| Ponderosa Golden                                                                                       |      | | c, m                                  |
| Ponderosa Pink                                                                                         |      | Züchter: Domaine Public (Fr) | d, j                                  |
| Ponderosa Purpurviolett                                                                                |      | | n                                     |
| Ponderosa Purpurviolette                                                                               |      | | c, f, g, h                            |
| Ponderosa Red                                                                                          |      | | j                                     |
| Pongola                                                                                                |      | | j, o                                  |
| Ponor                                                                                                  |      | | j                                     |
| Ponsoby Red                                                                                            |      | | n                                     |
| Pont                                                                                                   |      | Züchter: Gavrish Sergej Fedorovich, Kapustina Raisa Nikolaevna, Gladkov Dmitrij Sergeevich, Volkov Aleksandr Aleksandrovich, Semenova Anna Nikolaevna, Artemieva Galina Mihajlovna, Filimonova Yuliya Alekseevna, Redichkina Tatiyana Aleksandrovna                                    | j                                     |
| Ponta                                                                                                  |      | | g, h                                  |
| Ponte Del Gada                                                                                         |      | | c, d                                  |
| Pontica                                                                                                |      | Züchter: Poncu Jan | j                                     |
| Pontica 102                                                                                            |      | Züchter: Institutul De Cercetare-Dezvoltare Pentru Legumicultura Si Floricultura Vidra | j                                     |
| Pony                                                                                                   |      | | c, d, j                               |
| Pony Express                                                                                           |      | | j                                     |
| Popeye                                                                                                 |      | | j, o                                  |
| Poplavok                                                                                               |      | Züchter: Kachajnik Vladimir Georgievich, Gul'Kin Mihail Nikolaevich, Karmanova Olga Alekseevna, Matyunina Svetlana Vladimirovna | j                                     |
| Popovich                                                                                               |      | | c, d                                  |
| Poppy                                                                                                  |      | | j                                     |
| Poprobuj                                                                                               |      | Züchter: Nastenko Nataliya Viktorovna, Kachajnik Vladimir Georgievich, Kandoba Aleksej Viktorovich | j                                     |
| Popsy                                                                                                  |      | | j                                     |
| Popsy A                                                                                                |      | | j                                     |
| Popugajchik                                                                                            |      | Züchter: Ignatova Svetlana Ilyinichna, Gorshkova Nina Sergeevna, Tereshonkova Tatiyana Arkadievna | j                                     |
| Popuhaichyk F1                                                                                         |      | | j, o                                  |
| Poranek                                                                                                |      | Züchter: Plantico 00 930 Warszawa, Ul.Wspolna 30 P.532 Poland | j, o                                  |
| Porec                                                                                                  |      | | n                                     |
| Porfido                                                                                                |      | | j                                     |
| Porfyra                                                                                                |      | | j                                     |
| Porion                                                                                                 |      | | g, h                                  |
| Pork Chop                                                                                              |      | | c, d, g, h                            |
| Porphyre                                                                                               |      | Züchter: Institut National De La Recherche Agronomique (Fr) | j                                     |
| Porpora                                                                                                |      | | j                                     |
| Porsuk                                                                                                 |      | | j                                     |
| Portanto                                                                                               |      | | j                                     |
| Porte Greffe                                                                                           |      | | c                                     |
| Portela                                                                                                |      | Züchter: S&G Seeds B.V. | j, o                                  |
| Porteno                                                                                                |      | | j                                     |
| Portento                                                                                               |      | | j                                     |
| Porter                                                                                                 |      | | c, d, e, g, h, k                      |
| Porter Pink                                                                                            |      | | c                                     |
| Porter, Charles Herring Strain                                                                         |      | | c, d                                  |
| Porter's Dark Cherry                                                                                   |      | | c, d, k                               |
| Porter's Early Brookpact                                                                               |      | | c                                     |
| Porter's Pride                                                                                         |      | | c, d, k                               |
| Porterhouse                                                                                            |      | | c                                     |
| Portico                                                                                                |      | Züchter: Nunhems B.V. | j, o                                  |
| Portlend                                                                                               |      | Züchter: Np Nii Ovoshchevodstva Zashchishchennogo Grunta, 107061, G.Moskva, Ul.Suvorovskaia, D. 32/34, Str. 2, Russia; Ooo Agrofirma Gavrish, 103287, G.Moskva, Ul.2Aia Khutorskaia, D. 11, Str. 1, Russia                                                                             | j, o                                  |
| Porto                                                                                                  |      | Züchter: Royal Sluis Vegetables Bv (Nl) | j                                     |
| Portobello                                                                                             |      | | j                                     |
| Portocala                                                                                              |      | | g, h                                  |
| Portofino                                                                                              |      | | j                                     |
| Portorosso                                                                                             |      | Züchter: Syngenta Seeds B.V. | j, o                                  |
| Portos                                                                                                 |      | Züchter: Gavrish Sergej Fedorovich, Morev Viktor Vasilievich, Amcheslavskaya Elena Valentinovna, Volok Olga Anatolievna | j                                     |
| Portugues                                                                                              |      | | o                                     |
| Portuguese (oder: Portugues)                                                                           |      | | c, d, j                               |
| Portuguese Bullheart                                                                                   |      | | c, d                                  |
| Portuguese Grande                                                                                      |      | | c, d                                  |
| Portuguese Monster                                                                                     |      | | c, d                                  |
| Portuguese Neighbour                                                                                   |      | | e, g, h                               |
| Porzeczkowe                                                                                            |      | | g, h                                  |
| Posadas                                                                                                |      | | j                                     |
| Poseidon                                                                                               |      | Züchter: Sativa Seeds & Services S.R.L. | j, o                                  |
| Poseidon 43 F1                                                                                         |      | | c, d                                  |
| Posejdon                                                                                               |      | Züchter: Mashtakov Aleksej Alekseevich, Mashtakova Anna Harlampievna, Mashtakov Nikolaj Alekseevich, Mashtakova Liliya Ivanovna | j                                     |
| Posiet                                                                                                 |      | Züchter: Hihluha Elena Aleksandrovna, Kornilov Aleksandr Stepanovich, Zazherilo Kseniya Olegovna, Yugaj Viktoriya Magilanovna, Zubakov Sergej Alekseevich | j                                     |
| Potager De Vilvorde                                                                                    |      | | c                                     |
| Potapych                                                                                               |      | Züchter: Gavrish Sergej Fedorovich, Morev Viktor Vasilievich, Amcheslavskaya Elena Valentinovna, Degovtsova Tatiyana Vladimirovna, Volok Olga Anatolievna, Artemieva Galina Mihajlovna, Redichkina Tatiyana Aleksandrovna                                                              | j                                     |
| Potato Leaf                                                                                            |      | | c, d                                  |
| Potato Leaf Beefsteak                                                                                  |      | | c                                     |
| Potato Leaf Dwarf                                                                                      |      | | c, d                                  |
| Potato Leaf White                                                                                      |      | | k                                     |
| Potato Leaf Yellow                                                                                     |      | | c, d                                  |
| Potato Red Skins                                                                                       |      | | c, d                                  |
| Potella                                                                                                |      | | g, h                                  |
| Potentat                                                                                               |      | | g, h                                  |
| Potentat II                                                                                            |      | | j                                     |
| Potentate                                                                                              |      | | c, d, g, h, j, o                      |
| Potentate II                                                                                           |      | | c                                     |
| Potential                                                                                              |      | Züchter: Nunhems B.V. | j, o                                  |
| Potiron                                                                                                |      | | c, d                                  |
| Potiron Ecarlate (oder: Potiron Écarlate)                                                              |      | Züchter: Domaine Public (Fr) | c, d, j                               |
| Potiron Exotique                                                                                       |      | | c                                     |
| Potis                                                                                                  |      | Züchter: Dr. Josef Franz Seitzer in Fa. Kws Saat Se | j, o                                  |
| Potok                                                                                                  |      | | j, o                                  |
| Potomech II                                                                                            |      | | g, h                                  |
| Potosi                                                                                                 |      | | j                                     |
| Potosi Yellow                                                                                          |      | | c, d                                  |
| Potro                                                                                                  |      | | j                                     |
| Potuk                                                                                                  |      | Züchter: Syngenta Seeds B.V. | j                                     |
| Poulina                                                                                                |      | Züchter: Hazera Genetics Ltd (Il) | j                                     |
| Pourpre                                                                                                |      | | c                                     |
| Power                                                                                                  |      | Züchter: Isi Sementi Spa | j                                     |
| Power's Heirloom                                                                                       |      | | b, c, e, d, g, h, k                   |
| Powerful                                                                                               |      | | j                                     |
| Powerty                                                                                                |      | Züchter: Zeta Seeds, S.L. | j, o                                  |
| Poyraz                                                                                                 |      | | j                                     |
| Pozhar                                                                                                 |      | Züchter: Respublikanskoe Nauchno Proizvodstvennoe Dochernee, Unitarnoe Predpriiatie Institut Ovoshchevodstva, 220028, G.Minsk, Ul.Maiakovskogo, 127A, Belarus | j, o                                  |
| Pozharskij                                                                                             |      | Züchter: Nastenko Nataliya Viktorovna, Kachajnik Vladimir Georgievich, Gul'Kin Mihail Nikolaevich | j                                     |
| Poznan                                                                                                 |      | Züchter: Gavrish Sergej Fedorovich, Amcheslavskaya Elena Valentinovna, Kapustina Raisa Nikolaevna, Gladkov Dmitrij Sergeevich, Nesterovich Arkadij Nikolaevich, Volkov Aleksandr Aleksandrovich, Semenova Anna Nikolaevna, Artemieva Galina Mihajlovna, Filimonova Yuliya Alekseevna   | j                                     |
| Poznanski J. S. 1                                                                                      |      | | g, h                                  |
| Pozzano                                                                                                |      | | j                                     |
| Ppp X Pp C                                                                                             |      | | c, d                                  |
| Ppr 232035                                                                                             |      | Züchter: Seminis Vegetable Seeds Inc. | j, o                                  |
| Ppr 232218                                                                                             |      | Züchter: Svs Holland B.V. | j                                     |
| Ppr 232259                                                                                             |      | Züchter: Seminis Vegetable Seeds Inc. | j                                     |
| Ppr 232274                                                                                             |      | Züchter: Seminis Vegetable Seeds Inc. | j                                     |
| Ppr 252434                                                                                             |      | Züchter: Seminis Vegetable Seeds Inc. | j                                     |
| Ppr 257382                                                                                             |      | Züchter: Seminis Vegetable Seeds Inc. | j                                     |
| Ppraa 07022                                                                                            |      | Züchter: Monsanto Vegetable Ip Management B.V. | j, o                                  |
| Prachtlow                                                                                              |      | | g, h                                  |
| Prada                                                                                                  |      | | j                                     |
| Prado                                                                                                  |      | Züchter: Isi Sementi Spa | j, o                                  |
| Pradollano                                                                                             |      | Züchter: Rijk Zwaan Zaadteelt En Zaadhandel B.V. | j, o                                  |
| Pradonegro                                                                                             |      | Züchter: Rijk Zwaan Zaadteelt En Zaadhandel B.V. | j                                     |
| Praeclusa                                                                                              |      | | g, h                                  |
| Praecox                                                                                                |      | | g, h                                  |
| Praematura                                                                                             |      | | g, h                                  |
| Praemortua                                                                                             |      | | g, h                                  |
| Praetorius                                                                                             |      | Züchter: Enza Zaden Beheer B.V. | j                                     |
| Pragmatik                                                                                              |      | Züchter: Gavrish Sergej Fedorovich, Kapustina Raisa Nikolaevna, Gladkov Dmitrij Sergeevich, Volkov Aleksandr Aleksandrovich, Semenova Anna Nikolaevna, Artemieva Galina Mihajlovna, Filimonova Yuliya Alekseevna, Redichkina Tatiyana Aleksandrovna                                    | j                                     |
| Prairie Fire                                                                                           |      | | c, d, e                               |
| Prajd                                                                                                  |      | Züchter: Ognev Valerij Vladimirovich, Klimenko Nikolaj Nikolaevich, Kostenko Aleksandr Nikolaevich, Sergeev Vladimir Valerievich | j                                     |
| Praktor                                                                                                |      | Züchter: Eden Seeds | j                                     |
| Praleska                                                                                               |      | Züchter: Respublikanskoe Nauchno Proizvodstvennoe Dochernee, Unitarnoe Predpriiatie Institut Ovoshchevodstva, 220028, G.Minsk, Ul.Maiakovskogo, 127A, Belarus | c, d, e, j, o                         |
| Praline                                                                                                |      | | f, j                                  |
| Prandelli                                                                                              |      | Züchter: Syngenta Participations Ag | j                                     |
| Präsident Garfield (oder: President Garfield)                                                          |      | | c, d, e, g, h                         |
| Praskoviya                                                                                             |      | Züchter: Ognev Valerij Vladimirovich, Maksimov Sergej Vasilievich, Klimenko Nikolaj Nikolaevich, Kostenko Aleksandr Nikolaevich, Ilyasov Vyacheslav Viktorovich | j                                     |
| Pratico                                                                                                |      | Züchter: Clause (Fr) | j                                     |
| Prawda (oder: Pravda)                                                                                  |      | | c, d                                  |
| Prazdnichnyj                                                                                           |      | Züchter: Avdeev Yurij Ivanovich, Ivanova Lyudmila Mihajlovna, Avdeev Andrej Yurievich | j                                     |
| Prebohate                                                                                              |      | | g, h                                  |
| Prebohate Determinant                                                                                  |      | | g, h                                  |
| Preciosa                                                                                               |      | | j                                     |
| Preciza                                                                                                |      | | j                                     |
| Precoce                                                                                                |      | Züchter: Domaine Public (Fr) | g, h, j                               |
| Precoce De Chatem                                                                                      |      | | g, h                                  |
| Précocibec                                                                                             |      | | c, g, h, d                            |
| Precocix                                                                                               |      | Züchter: Syngenta Seeds B.V. | j, o                                  |
| Precodor                                                                                               |      | Züchter: Syngenta Seeds B.V. | j                                     |
| Precodor Tm                                                                                            |      | | j                                     |
| Precolan                                                                                               |      | | j                                     |
| Precos                                                                                                 |      | Züchter: Hristo Georgiev | j                                     |
| Precox                                                                                                 |      | | j                                     |
| Preferita                                                                                              |      | Züchter: Olter Srl | j                                     |
| Prefero                                                                                                |      | | j                                     |
| Prego                                                                                                  |      | Züchter: Monsanto Holland B.V. | j                                     |
| Prekos                                                                                                 |      | Züchter: Hristo Atanasov Georgiev | j                                     |
| Prekrasnaya Ledi                                                                                       |      | Züchter: Ignatova Svetlana Ilyinichna, Gorshkova Nina Sergeevna | j                                     |
| Prelest                                                                                                |      | Züchter: Myazina Lyubov' Anatolievna | j                                     |
| Prelude                                                                                                |      | Züchter: Hazera Genetics | g, h, j, o                            |
| Preludium                                                                                              |      | | j                                     |
| Premier                                                                                                |      | Züchter: Nalizhityj Vladimir Maksimovich, Kochkin Aleksandr Viktorovich, Nasrullaev Niyazi Mehieddin, Zotov Mihail Vladimirovich | j                                     |
| Premier                                                                                                |      | Züchter: Semillas Fito, S.A. | j                                     |
| Premiere                                                                                               |      | | g, h                                  |
| Premiere Revolte                                                                                       |      | | g, h                                  |
| Premio                                                                                                 |      | Züchter: Clause Semences | j                                     |
| Prémio                                                                                                 |      | | j                                     |
| Premium                                                                                                |      | Züchter: Ognev Valerij Vladimirovich, Maksimov Sergej Vasilievich, Klimenko Nikolaj Nikolaevich, Kostenko Aleksandr Nikolaevich | j, o                                  |
| Premium 2000                                                                                           |      | | j, o                                  |
| Prerentar                                                                                              |      | Züchter: Vilmorin S.A. | j                                     |
| Prescott                                                                                               |      | | c, d, k                               |
| President                                                                                              |      | | j                                     |
| President 2                                                                                            |      | | j                                     |
| President Ii (oder: Prezident Ii)                                                                      |      | Züchter: Monsanto Holland Bv, Westeinde 161, 1601 Bm Enkhuizen, The Netherlands | j                                     |
| Presidente                                                                                             |      | Züchter: Genista S.R.L. | j                                     |
| Presidio                                                                                               |      | Züchter: Hm Clause Sa (Fr) | j, o                                  |
| Preslav                                                                                                |      | | g, h                                  |
| Pressa                                                                                                 |      | | g, h                                  |
| Pressing                                                                                               |      | Züchter: Isi Sementi Spa | j, o                                  |
| Prestance                                                                                              |      | Züchter: De Ruiter Zonen (Nl) | j                                     |
| Prestige                                                                                               |      | | j                                     |
| Prestij                                                                                                |      | Züchter: Grati, Maria, Md, Mihnea, Nadejda, Md, Jacota, Anatol, Md, Grati, Vasile, Md | j, o                                  |
| Presto                                                                                                 |      | Züchter: Dutch American Plantbreeders Corp. | c, g, h, j                            |
| Prestomech                                                                                             |      | | j, o                                  |
| Pretor                                                                                                 |      | Züchter: Hazera Genetics | j, o                                  |
| Pretty                                                                                                 |      | Züchter: Enza Zaden B.V. | j                                     |
| Preveza                                                                                                |      | | j                                     |
| Previa                                                                                                 |      | Züchter: Gautier Semences Sas (Fr) | j                                     |
| Prevoskhodnyj 176 (oder: Prevoskodnyj 176)                                                             |      | Züchter: Respublikanskoe Nauchno Proizvodstvennoe Dochernee, Unitarnoe Predpriiatie Institut Ovoshchevodstva, 220028, G.Minsk, Ul.Maiakovskogo, 127A, Belarus | g, h, j, o                            |
| Prevoskodnij                                                                                           |      | | c                                     |
| Prezent                                                                                                |      | Züchter: Kozak Vladimir Ivanovich, Dubinin Sergej Vladimirovich | j                                     |
| Prezes                                                                                                 |      | Züchter: Przedsiebiorstwo Nasiennictwa Ogrodniczego I Szkolkarstwa W Ozarowie Mazowieckim Spolka Z O.O. | j                                     |
| Prezident 11                                                                                           |      | | o                                     |
| Prezioso                                                                                               |      | Züchter: Multi Tohum San. Tic. A.S. | j                                     |
| Priamo                                                                                                 |      | Züchter: Hort Seed Mediterrani S.L. | j                                     |
| Prian                                                                                                  |      | | j                                     |
| Priapos                                                                                                |      | Züchter: Tomato Colors Soc. Coop. | j                                     |
| Pribina                                                                                                |      | | j                                     |
| Price's Purple                                                                                         |      | | e, g, h                               |
| Prichindel                                                                                             |      | Züchter: Makovei, Milania, Md, Guseva, Liudmila, Md, Botnari, Vasile, Md | j, o                                  |
| Pride                                                                                                  |      | | j, o                                  |
| Pride Of Flanders                                                                                      |      | | d                                     |
| Pride Of Virginia                                                                                      |      | | n                                     |
| Prieto                                                                                                 |      | Züchter: Petoseed Co.Inc. | j, o                                  |
| Prim                                                                                                   |      | | j                                     |
| Prima                                                                                                  |      | Züchter: Jean-Claude Mercier | g, h, j                               |
| Prima Dona                                                                                             |      | Züchter: Mashtakov Aleksej Alekseevich, Mashtakova Anna Harlampievna, Mashtakov Nikolaj Alekseevich, Mashtakova Liliya Ivanovna | j                                     |
| Prima Lyuks                                                                                            |      | Züchter: Panchev Yurij Ivanovich | j                                     |
| Primabel                                                                                               |      | Züchter: Clause Semences Sa (Fr) | j                                     |
| Primabell                                                                                              |      | | a, c                                  |
| Primabell F1                                                                                           |      | | d                                     |
| Primabella                                                                                             |      | Züchter: Projekt Culinaris - Saatgut für Lebensmittel Dr. Bernd Horneburg | c, j                                  |
| Primadina                                                                                              |      | | j                                     |
| Primadona                                                                                              |      | Züchter: Hazera Genetics | j, o                                  |
| Primadonna                                                                                             |      | Züchter: De Ruiter Zonen (Nl) | j                                     |
| Primador                                                                                               |      | Züchter: Bruinsma Seeds B.V. | j                                     |
| Primana                                                                                                |      | | j                                     |
| Primared                                                                                               |      | | j                                     |
| Primarino                                                                                              |      | Züchter: Rijk Zwaan Zaadteelt & Zaadhandel, B.V. | j, o                                  |
| Primary Colors                                                                                         |      | | c, d, f                               |
| Primato                                                                                                |      | | j                                     |
| Primatus                                                                                               |      | | j                                     |
| Primavera                                                                                              |      | Züchter: Dr. Horneburg Bernd, Georg-August-Universität Göttingen | c, j, n, o                            |
| Primepak                                                                                               |      | | j                                     |
| Primera                                                                                                |      | Züchter: Ergon International N.V. | j                                     |
| Primeur                                                                                                |      | | j                                     |
| Primimidor Gruntory                                                                                    |      | | c                                     |
| Primix                                                                                                 |      | | j                                     |
| Primizia                                                                                               |      | | c, j                                  |
| Primo Early                                                                                            |      | Züchter: Sunseeds Ltd | j                                     |
| Primo Red                                                                                              |      | Züchter: Hm Clause Inc (Us) | j                                     |
| Primopack                                                                                              |      | | j                                     |
| Primopeel                                                                                              |      | | j                                     |
| Primor                                                                                                 |      | Züchter: Clause Semences Sa (Fr) | j                                     |
| Primorets                                                                                              |      | Züchter: Hihluha Elena Aleksandrovna, Kornilov Aleksandr Stepanovich, Fedyaj Vladimir Petrovich, Zazherilo Kseniya Olegovna | j                                     |
| Primorosso                                                                                             |      | | j                                     |
| Primosol                                                                                               |      | Züchter: Graines Gautier Sa (Fr) | j                                     |
| Primoteo                                                                                               |      | Züchter: Graines Gautier, S.A. | j                                     |
| Primotom                                                                                               |      | | j                                     |
| Primoton                                                                                               |      | | j, o                                  |
| Primrose Gage                                                                                          |      | | c, d                                  |
| Primset                                                                                                |      | Züchter: Cuartero-Costa-Nuez | j, o                                  |
| Primula                                                                                                |      | | j, o                                  |
| Prince                                                                                                 |      | | j                                     |
| Prince Charming's Bastard                                                                              |      | | d                                     |
| Prince Noir                                                                                            |      | Züchter: Domaine Public (Fr) | j                                     |
| Prince Philip                                                                                          |      | Züchter: A. V/D Windt | j                                     |
| Princess                                                                                               |      | | c, d, j                               |
| Princess Akane                                                                                         |      | Züchter: Niimi Yasuhiro | j                                     |
| Princess Akanechan                                                                                     |      | Züchter: Niimi Yasuhiro | j, o                                  |
| Princessa                                                                                              |      | Züchter: Dutch American Plantbreeders Corp. | j                                     |
| Principe Borghese Drying                                                                               |      | | g, h                                  |
| Principino                                                                                             |      | Züchter: Blumen Group S.P.A | j                                     |
| Prinz Borghese (oder: Prince Borghese. Principe Borghese)                                              |      | Züchter: Domaine Public (Fr) | b, c, d, f, g, h, j, k                |
| Prinz Von Sachsen Und Coburg                                                                           |      | | c, d, e, g, h, n                      |
| Prinz Von Sachsen-Anhalt                                                                               |      | | f                                     |
| Prios                                                                                                  |      | Züchter: Ergon International N.V. | j                                     |
| Pripolyarnyj                                                                                           |      | Züchter: Kozak Vladimir Ivanovich | j                                     |
| Prisa                                                                                                  |      | Züchter: Genista S.R.L. | j                                     |
| Prisca                                                                                                 |      | Züchter: Les Graines Caillard Sa (Fr) | j                                     |
| Pristyla                                                                                               |      | Züchter: Gautier Semences Sas | j, o                                  |
| Pritchard (oder: Scarlet Topper)                                                                       |      | | c, d, e, g, h, k                      |
| Pritchard Vf                                                                                           |      | | j                                     |
| Prix                                                                                                   |      | | j, o                                  |
| Priz                                                                                                   |      | Züchter: Respublikanskoe Nauchno Proizvodstvennoe Dochernee, Unitarnoe Predpriiatie Institut Ovoshchevodstva, 220028, G.Minsk, Ul.Maiakovskogo, 127A, Belarus | j, o                                  |
| Prize Of The Trial                                                                                     |      | | m                                     |
| Prize Of The Trials                                                                                    |      | | c, d                                  |
| Prize Winner                                                                                           |      | | f, g, h                               |
| Procera                                                                                                |      | | g, h                                  |
| Processor                                                                                              |      | | j                                     |
| Processor 98                                                                                           |      | | j                                     |
| Proclinata (oder: Rigida / 2)                                                                          |      | | g, h                                  |
| Procumbens                                                                                             |      | | g, h                                  |
| Prodezo                                                                                                |      | Züchter: Rijk Zwaan Zaadteelt En Zaadhandel B.V. | j                                     |
| Prodigy                                                                                                |      | | j, o                                  |
| Productiva                                                                                             |      | | g, h                                  |
| Productive De Falisolle                                                                                |      | | c                                     |
| Produzo                                                                                                |      | Züchter: Rijk Zwaan Zaadteelt En Zaadhandel B.V. | j                                     |
| Prof. Rudloffs Busch                                                                                   |      | | g, h                                  |
| Professor Klapprotts Spitze                                                                            |      | | f                                     |
| Profilo                                                                                                |      | | j, o                                  |
| Profit                                                                                                 |      | | j                                     |
| Profitable                                                                                             |      | | g, h                                  |
| Profitto                                                                                               |      | | j, o                                  |
| Profondo                                                                                               |      | Züchter: Rijk Zwaan Zaadteelt En Zaadhandel B.V. | j, o                                  |
| Profusion                                                                                              |      | | g, h                                  |
| Profy                                                                                                  |      | | j                                     |
| Program                                                                                                |      | | j                                     |
| Progress                                                                                               |      | | g, h, j, o                            |
| Progress F1                                                                                            |      | | j                                     |
| Progression                                                                                            |      | Züchter: Degreef Paul | j, o                                  |
| Prolina                                                                                                |      | Züchter: Syngenta Seeds B.V. | j                                     |
| Proloog                                                                                                |      | | j                                     |
| Prolyco                                                                                                |      | | j, o                                  |
| Prolyco 2                                                                                              |      | Züchter: Monsanto Holland B.V. | j                                     |
| Promen                                                                                                 |      | Züchter: Pnos Przedsiebiorstwo Nasiennictwa Ogrodniczego I Szkolkarstwa 05 850 Ozarow Mazowiecki, Ul.Zeromskiego 3, Poland | j, o                                  |
| Prometeo                                                                                               |      | | g, h                                  |
| Promo                                                                                                  |      | Züchter: Ferry Morse Seed Co.(Usa) (Us) | j, o                                  |
| Promoso                                                                                                |      | Züchter: Rijk Zwaan Zaadteelt En Zaadhandel B.V. | j, o                                  |
| Promyk                                                                                                 |      | Züchter: Szkola Glowna Gospodarstwa Wiejskiego | c, d, j                               |
| Pronion                                                                                                |      | Züchter: Syngenta Crop Protection Ag | j, o                                  |
| Prontano                                                                                               |      | Züchter: Western Seed España, S.A. | j                                     |
| Pronto                                                                                                 |      | | j                                     |
| Proset                                                                                                 |      | | j                                     |
| Proshka                                                                                                |      | Züchter: Tarasov Yurij Dmitrievich | j                                     |
| Prospector                                                                                             |      | Züchter: Neuman Seed International (Us) | j                                     |
| Prosperno                                                                                              |      | Züchter: Rijk Zwaan Zaadteelt En Zaadhandel B.V. | j                                     |
| Prospero                                                                                               |      | | j                                     |
| Prost                                                                                                  |      | | j                                     |
| Protagonist                                                                                            |      | Züchter: Nunhems B.V. | j, o                                  |
| Protea                                                                                                 |      | | g, h                                  |
| Protect 3                                                                                              |      | Züchter: Kaya Takashi, Hatanaka Makoto, Takagi Motoyuki | j, o                                  |
| Protector                                                                                              |      | Züchter: Clause (Fr) | j, o                                  |
| Proton                                                                                                 |      | Züchter: Pioneer Hi-Bred Italia Servizi Agronomici Srl | j                                     |
| Proudesse                                                                                              |      | | j                                     |
| Provedance                                                                                             |      | | c, d                                  |
| Provenzano                                                                                             |      | | c, d, e, g, h                         |
| Providance                                                                                             |      | Züchter: De Ruiter Zonen (Nl) | j                                     |
| Provita                                                                                                |      | | j                                     |
| Provvido                                                                                               |      | Züchter: Cirio Ricerche S.C.P.A. | j                                     |
| Proximo                                                                                                |      | | j                                     |
| Proxy                                                                                                  |      | Züchter: Isi Sementi Spa | j, o                                  |
| Prs |      | Züchter: Il Yong Kim | j, o                                  |
| Pruden's Black                                                                                         |      | | c, d, f                               |
| Pruden's Purple                                                                                        |      | Reifezeit: 75 Tage. Züchter: Domaine Public (Fr) | c, d, e, g, h, i (31. August 2016), k |
| Prudence                                                                                               |      | | c                                     |
| Prudo                                                                                                  |      | | j                                     |
| Prue                                                                                                   |      | | b, c, d, e, g, h                      |
| Pruhonicky Universal (oder: Pruhonicke Universal)                                                      |      | | g, h, j                               |
| Prune Jaune                                                                                            |      | | b                                     |
| Prune Noire                                                                                            |      | Züchter: Domaine Public (Fr) | f, j                                  |
| Prune Rose                                                                                             |      | | c, d                                  |
| Prune Rouge                                                                                            |      | | c                                     |
| Prune Verte                                                                                            |      | | c, d                                  |
| Pruniforme                                                                                             |      | | g, h                                  |
| Prunoidea                                                                                              |      | | g, h                                  |
| Prunus                                                                                                 |      | | c, j                                  |
| Prymus                                                                                                 |      | Züchter: Plantico Hodowla I Nasiennictwo Ogrodnicze Golebiew Sp. Z O.O. | j                                     |
| Ps 01522942                                                                                            |      | | j                                     |
| Ps 01544291                                                                                            |      | | j                                     |
| Ps 02400345                                                                                            |      | | j                                     |
| Ps 02420487                                                                                            |      | | j                                     |
| Ps 02431185                                                                                            |      | | j                                     |
| Ps 0247002                                                                                             |      | | j                                     |
| Ps 1433                                                                                                |      | | j                                     |
| Ps 150674                                                                                              |      | Züchter: Seminis Vegetable Seeds Inc. | j, o                                  |
| Ps 15996                                                                                               |      | | j                                     |
| Ps 20011                                                                                               |      | | j                                     |
| Ps 2311168                                                                                             |      | | j                                     |
| Ps 355443                                                                                              |      | | j                                     |
| Ps 53193                                                                                               |      | | j                                     |
| Ps 55289                                                                                               |      | | j                                     |
| Ps 73                                                                                                  |      | | g, h                                  |
| Psamathe                                                                                               |      | | c, d, f                               |
| Psebaj                                                                                                 |      | Züchter: Gavrish Sergej Fedorovich, Kapustina Raisa Nikolaevna, Gladkov Dmitrij Sergeevich, Volkov Aleksandr Aleksandrovich, Semenova Anna Nikolaevna, Artemieva Galina Mihajlovna, Filimonova Yuliya Alekseevna, Redichkina Tatiyana Aleksandrovna                                    | j                                     |
| Psi 195                                                                                                |      | Züchter: Seminis Vegetable Seed Ib | j                                     |
| Psq 176 Fast                                                                                           |      | Züchter: Monsanto Vegetable Ip Management B.V. | j, o                                  |
| Psq 176 Hush                                                                                           |      | Züchter: Monsanto Vegetable Ip Management B.V. | j, o                                  |
| Psq 176 Law                                                                                            |      | Züchter: Monsanto Vegetable Ip Management B.V. | j, o                                  |
| Psq 232023                                                                                             |      | Züchter: Seminis Vegetable Seeds Inc. | j                                     |
| Psq 232037                                                                                             |      | Züchter: Seminis Vegetable Seeds Inc. | j                                     |
| Psq 232038                                                                                             |      | Züchter: Seminis Vegetable Seeds Inc. | j                                     |
| Psq 232233                                                                                             |      | Züchter: Seminis Vegetable Seeds Inc. | j                                     |
| Psq 232244                                                                                             |      | Züchter: Seminis Vegetable Seeds Inc. | j                                     |
| Psq 232258                                                                                             |      | Züchter: Seminis Vegetable Seeds Inc. | j                                     |
| Psq 232264                                                                                             |      | Züchter: Seminis Vegetable Seeds Inc. | j                                     |
| Psq 232265                                                                                             |      | Züchter: Seminis Vegetable Seeds Inc. | j                                     |
| Psq 232278                                                                                             |      | Züchter: Monsanto Vegetable Ip Management B.V. | j, o                                  |
| Psq 232279                                                                                             |      | Züchter: Seminis Vegetable Seeds Inc. | j                                     |
| Psq 232284                                                                                             |      | Züchter: Monsanto Vegetable Ip Management B.V. | j, o                                  |
| Psq 24 Hp 988                                                                                          |      | Züchter: Monsanto Vegetable Ip Management B.V. | j, o                                  |
| Psq 242008                                                                                             |      | Züchter: Seminis Vegetable Seeds Inc. | j                                     |
| Psq 242088                                                                                             |      | Züchter: Seminis Vegetable Seeds, Inc. | j, o                                  |
| Psq 250686                                                                                             |      | Züchter: Seminis Vegetable Seeds Inc. | j                                     |
| Psq 252698                                                                                             |      | Züchter: Seminis Vegetable Seeds Inc. | j                                     |
| Psq 253847                                                                                             |      | Züchter: Seminis Vegetable Seeds Inc. | j                                     |
| Psq 259718                                                                                             |      | Züchter: Seminis Vegetable Seeds Inc. | j                                     |
| Psq 9 Z 119045                                                                                         |      | Züchter: Seminis Vegetable Seeds, Inc. | j, o                                  |
| Psq 9 Z 119048                                                                                         |      | Züchter: Seminis Vegetable Seeds, Inc. | j, o                                  |
| Psqaa 08901                                                                                            |      | Züchter: Seminis Vegetable Seeds Inc. | j, o                                  |
| Psqgiver                                                                                               |      | Züchter: Monsanto Vegetable Ip Management B.V. | j, o                                  |
| Psqpw 0002                                                                                             |      | Züchter: Monsanto Vegetable Ip Management B.V. | j, o                                  |
| Psr 75484                                                                                              |      | Züchter: Petoseed Co.Inc. | j, o                                  |
| Psr P 56594                                                                                            |      | Züchter: Petoseed Co.Inc. | j                                     |
| Psx 212                                                                                                |      | | j                                     |
| Psx 40779                                                                                              |      | Züchter: Petoseed Co.Inc. | j                                     |
| Psy 1111                                                                                               |      | Züchter: Seminis Vegetable Seeds | j, o                                  |
| Pthbd 410070                                                                                           |      | Züchter: Greenroad B.V.Trademark Prudac | j                                     |
| Ptitsa Schastiya                                                                                       |      | Züchter: Kachajnik Vladimir Georgievich, Kandoba Aleksej Viktorovich | j                                     |
| Ptk 102                                                                                                |      | | j                                     |
| Ptk 112                                                                                                |      | | j                                     |
| Ptpr 430060                                                                                            |      | Züchter: Greenroad B.V.Trademark Prudac | j                                     |
| Pu 911 A                                                                                               |      | Züchter: Purdue University Agricultural Experiment Station | j, o                                  |
| Pu Hong 10 Hao                                                                                         |      | | j, o                                  |
| Pu Hong 968                                                                                            |      | | j, o                                  |
| Puccini                                                                                                |      | | j, o                                  |
| Puchipuyo                                                                                              |      | Züchter: Asano Kikuo | j, o                                  |
| Puck                                                                                                   |      | | c, d                                  |
| Pudovik                                                                                                |      | Züchter: Dederko Vladimir Nikolaevich, Postnikova Olga Valentinovna | c, d, j                               |
| Puebla                                                                                                 |      | Züchter: Asgrow Seed Co., | j, o                                  |
| Pueblo                                                                                                 |      | | c, d                                  |
| Puente                                                                                                 |      | Züchter: De Ruiter Seeds Nl B.V. | j                                     |
| Puglia                                                                                                 |      | | j                                     |
| Pugovka                                                                                                |      | Züchter: Nastenko Nataliya Viktorovna, Kachajnik Vladimir Georgievich, Kandoba Aleksej Viktorovich | c, d, j                               |
| Pull                                                                                                   |      | | j                                     |
| Pullrex                                                                                                |      | | j                                     |
| Pullthrough                                                                                            |      | | j                                     |
| Pulpy Pink                                                                                             |      | | g, h                                  |
| Pulsar                                                                                                 |      | | c, d, j                               |
| Pulvinata                                                                                              |      | | g, g, h, h                            |
| Pulvinata / 1                                                                                          |      | | g, h                                  |
| Pulviniformis                                                                                          |      | | g, h                                  |
| Puma                                                                                                   |      | | j                                     |
| Pumata Algaresa                                                                                        |      | | j                                     |
| Pumata Sarda Algaresa (oder: Pumata Sarda Algueresa)                                                   |      | Herkunft: Sardinien | j                                     |
| Pumatis                                                                                                |      | Züchter: Hm Clause Inc | j                                     |
| Pumila                                                                                                 |      | | g, h                                  |
| Pun 82                                                                                                 |      | | j                                     |
| Punch                                                                                                  |      | | j                                     |
| Punctata                                                                                               |      | | g, h                                  |
| Punctulata                                                                                             |      | | g, h                                  |
| Punente                                                                                                |      | Züchter: De Ruiter Seeds Nl B.V. | j                                     |
| Punjab Chhuhara X 4205                                                                                 |      | | g, h                                  |
| Punta Banda                                                                                            |      | | c, d, e, f, g, h, k                   |
| Puntero                                                                                                |      | Züchter: Hazera Genetics | j, o                                  |
| Punto                                                                                                  |      | | j                                     |
| Punxa                                                                                                  |      | Züchter: F.Casañas, J.Casals, L.Bosch | j, o                                  |
| Pupa                                                                                                   |      | Züchter: Golden West Seed Research Co. | j                                     |
| Puquna                                                                                                 |      | | j                                     |
| Pura Fe                                                                                                |      | | d                                     |
| Purator                                                                                                |      | | j                                     |
| Purdua 911 A                                                                                           |      | Züchter: Edward C. Tigchelaar | j, o                                  |
| Purdue 135                                                                                             |      | | g, h                                  |
| Pure Berry                                                                                             |      | Züchter: Hosoi Katsutoshi, Fukase Kiyoshi | j, o                                  |
| Pures Konservu                                                                                         |      | | j                                     |
| Pureza                                                                                                 |      | Züchter: Enza Zaden Beheer B.V. | j, o                                  |
| Purilla                                                                                                |      | | g, h                                  |
| Purple                                                                                                 |      | | c, d, h                               |
| Purple Brandy                                                                                          |      | | d                                     |
| Purple Bumble Bee (oder: Purple Bumblebee)                                                             |      | | c, d, e, f                            |
| Purple Calabash                                                                                        |      | Züchter: Domaine Public (Fr) | c, d, e, f, g, j, k, n                |
| Purple Cherry                                                                                          |      | | c, d                                  |
| Purple Dog Creek                                                                                       |      | | c, d                                  |
| Purple Dragon                                                                                          |      | | c, d, e, f                            |
| Purple Elgin                                                                                           |      | | f                                     |
| Purple Haze                                                                                            |      | | c, d, e, f                            |
| Purple Heirloom                                                                                        |      | | c, d                                  |
| Purple Hillbilly                                                                                       |      | | c, d, f                               |
| Purple Light                                                                                           |      | | d                                     |
| Purple Passion                                                                                         |      | | c, d                                  |
| Purple Passion Regular Leaf                                                                            |      | | d                                     |
| Purple Pear                                                                                            |      | | c, d                                  |
| Purple Pear Brandywine                                                                                 |      | | f                                     |
| Purple Perfect                                                                                         |      | | c, d, e, g, h, n                      |
| Purple Plum                                                                                            |      | | c, d                                  |
| Purple Potato Leaf                                                                                     |      | | c, d                                  |
| Purple Potato Top                                                                                      |      | | c, d                                  |
| Purple Price                                                                                           |      | | c, d, k, m                            |
| Purple Prince                                                                                          |      | | b, c, d, e, f, g, h                   |
| Purple Russian                                                                                         |      | Züchter: Domaine Public (Fr) | c, d, e, f, g, h, j, k, n             |
| Purple Smudge                                                                                          |      | | c, d, e, g, h, m, n                   |
| Purple Smudge Orange Fleshed                                                                           |      | | c, d                                  |
| Purple Tometto                                                                                         |      | | c, d                                  |
| Purple Top                                                                                             |      | | c, d                                  |
| Purple Wings                                                                                           |      | | j                                     |
| Purple Wonder                                                                                          |      | | c, d                                  |
| Purpur Isonica                                                                                         |      | | e, g, h                               |
| Purpur Kalebasse                                                                                       |      | | m                                     |
| Purpurea                                                                                               |      | | g, h                                  |
| Purpureva                                                                                              |      | | c                                     |
| Purpurkönig                                                                                            |      | | c, d, g, h                            |
| Purpurnaya Svecha                                                                                      |      | Züchter: Nastenko Nataliya Viktorovna, Kachajnik Vladimir Georgievich, Gul'Kin Mihail Nikolaevich, Karmanova Olga Alekseevna | j                                     |
| Purpurrote Sarah (oder: Sara Purple)                                                                   |      | | e, g, h, n                            |
| Pusa Ruby                                                                                              |      | | c, d, e, g, h                         |
| Pusher                                                                                                 |      | Züchter: Zeta Seeds S.L. | j                                     |
| Puskin                                                                                                 |      | | c, g, h, n                            |
| Pustulata                                                                                              |      | | g, h                                  |
| Puszta Koloss                                                                                          |      | | c, d, e, g, h                         |
| Puszta Kolosz                                                                                          |      | | n                                     |
| Puzata Hata                                                                                            |      | Züchter: Nastenko Nataliya Viktorovna, Kachajnik Vladimir Georgievich, Gul'Kin Mihail Nikolaevich | j                                     |
| Puzatiki                                                                                               |      | Züchter: Kachajnik Vladimir Georgievich, Gul'Kin Mihail Nikolaevich, Karmanova Olga Alekseevna, Matyunina Svetlana Vladimirovna | j                                     |
| Px 01565610                                                                                            |      | | j, o                                  |
| Pyatachok                                                                                              |      | Züchter: Sysina Elena Artemievna, Borisov Aleksandr Vladimirovich, Krylov Oleg Nikolaevich, Skachko Vladislav Aleksandrovich, Bartajya Vera Vladimirovna | j                                     |
| Pyatnitsa                                                                                              |      | Züchter: Gavrish Sergej Fedorovich, Kapustina Raisa Nikolaevna, Gladkov Dmitrij Sergeevich, Volkov Aleksandr Aleksandrovich, Semenova Anna Nikolaevna, Artemieva Galina Mihajlovna, Filimonova Yuliya Alekseevna, Redichkina Tatiyana Aleksandrovna                                    | j                                     |
| Pycachu                                                                                                |      | Züchter: Syngenta Seeds B.V. | j                                     |
| Pyconel                                                                                                |      | Züchter: Erma Zaden Export B.V. | j, o                                  |
| Pylayushchee Serdtse                                                                                   |      | Züchter: Fotev Yurij Valentinovich, Kotel'Nikova Marina Aleksandrovna, Kondakov Sergej Nikolaevich | j                                     |
| Pyongyang Bun Hong                                                                                     |      | | g, h                                  |
| Pyotr Pervyi                                                                                           |      | | d                                     |
| Pyrella                                                                                                |      | | j                                     |
| Pyros                                                                                                  |      | Züchter: Clause Semences (Fr) | c, j, o                               |
| Pyros F1                                                                                               |      | | j                                     |
| Pyros Nachbau                                                                                          |      | | d                                     |
| Pyshka                                                                                                 |      | Züchter: Nastenko Nataliya Viktorovna, Kachajnik Vladimir Georgievich, Kandoba Aleksej Viktorovich | j                                     |
| Pyshnaya Kupchishka                                                                                    |      | Züchter: Lukiyanenko Anatolij Nikitovich, Dubinin Sergej Vladimirovich, Dubinina Irina Nikolaevna | j                                     |
| Python                                                                                                 |      | | j, o                                  |